# Hvozdík
Hvozdík (Dianthus) je bylina z čeledi hvozdíkovitých (Caryophyllaceae). Hvozdík je velice heterogenní rod, obsahuje okolo 320 druhů.

## Popis
Jsou to trvalky (hvozdík sivý), jednoleté (hvozdík čínský) i dvouleté (hvozdík vousatý) rostliny. Stonky jsou lesklé, jednoduché nebo rozvětvené, holé nebo mírně chlupaté. Některé rody (hvozdík zahradní) jsou ve své domovině trvalky, u nás se však pěstují jako jednoleté i jako dvouleté rostliny.
Jsou to holé nebo chlupaté byliny s lodyhami jednoduchými nebo rozvětvenými. Některé druhy (hvozdík písečný) vytvářejí husté polštářovité koberce nad kterými vyčnívají stonky s květy, mohou být podle druhu vysoké až 90 cm. Listy jsou úzké, kopinaté, bez palistů, některé jsou srostlé do pochvy. některé druhy mají řapíky. Kořen bývá tlustý, kůlovitý nebo má svazky tenkých oddenků.
Květy jsou oboupohlavé s pěti, často hluboce ozubenými, až roztřepenými, okvětními plátky od barvy bílé přes růžovou až po purpurovou, někdy žíhané tmavšími skvrnami. Jeden druh (Dianthus knappii) má okvětní plátky žluté s purpurovým středem. Často mívají dvojitý květní obal. Kališní lístky jsou na bázi srostlé do trubky dlouhé 10 až 20 mm, okvětních tyčinek je deset. Mnohé květy (hvozdík zahradní) aromaticky voní. Květy tvoří terminálové květenství nebo rostou solitérně. Plodem je tobolka která obsahuje 40 až 100 hněděčerných až černých semen dorzoventrálně zploštělých.

## Rozšíření
Hvozdíky pocházejí hlavně z Evropy, Severní Ameriky, z Asie a Jižní Afriky, jeden druh roste v arktickém pásmu Ameriky. Preferují plné slunce a mírné klimatické podmínky.

## Využití
Téměř stoprocentní využití hvozdíku je v okrasném zahradnictví, kde bylo vyšlechtěno neuvěřitelných přibližně 27 000 taxonů tohoto rodu. Hvozdíky se pěstují buď jako letničky, dvouletky či trvalky, jako květiny k řezu, nebo hrnkované a také jako oblíbené skalničky, pro krásu květů i libou vůni. Vždyť už ve starověkém Řecku byl nazýván božskou květinou (řecky Dios – Bůh, anthos – květina) (Dianthus).
Hvozdík je místně použitelný i v lidovém léčitelství. Například odvar ze sušených lodyh hvozdíku pyšného se používá k léčení infekcí močových cest i pohlavních orgánů, při zástavě močení, zástavě menstruace i při ekzémech.

## Ohrožené druhy
Vyhláška MŽP ČR č. 395/1992 Sb., ve znění vyhl. 175/2006 Sb., o ochraně přírody a krajiny, považuje:
- Za kriticky ohrožené druhy C 1:
  - hvozdík písečný český (Dianthus arenarius) subsp. (bohemicus)
  - hvozdík kartouzek úzkolistý (Dianthus carthusianorum) subsp. (capillifrons)
  - hvozdík kartouzek sudetský (Dianthus carthusianorum) subsp. (sudeticus)
- Za silně ohrožené druhy C 2:
  - hvozdík sivý (Dianthus gratianopolitanus)
  - hvozdík Lumnitzerův (Dianthus lumnitzeri)
  - hvozdík moravský (Dianthus moravicus)
  - hvozdík pyšný (Dianthus superbus)
- Za ohrožené druhy C 3:
  - hvozdík křovištní (Dianthus seguieri)[3][4]

## Galerie

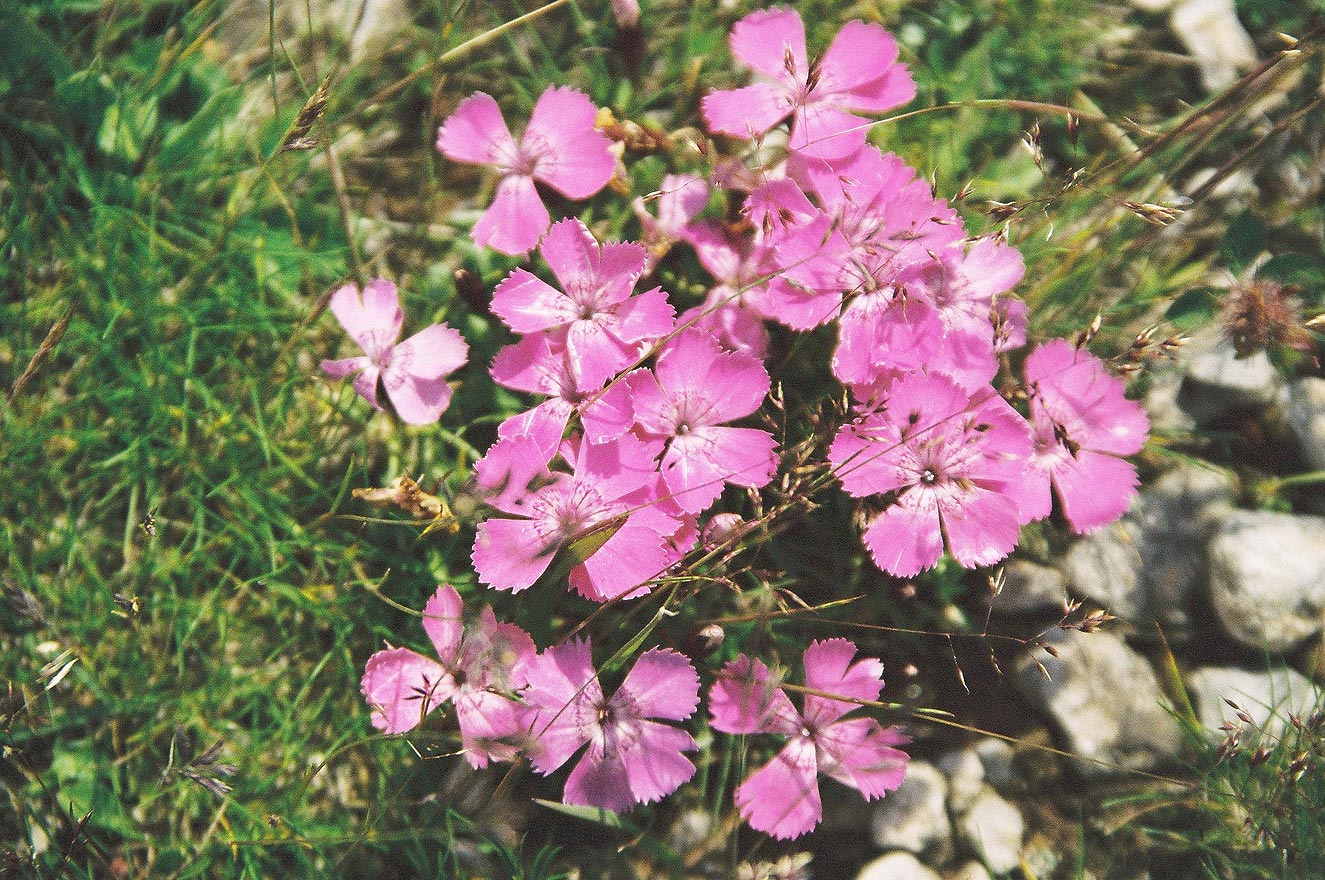
Dianthus alpinus
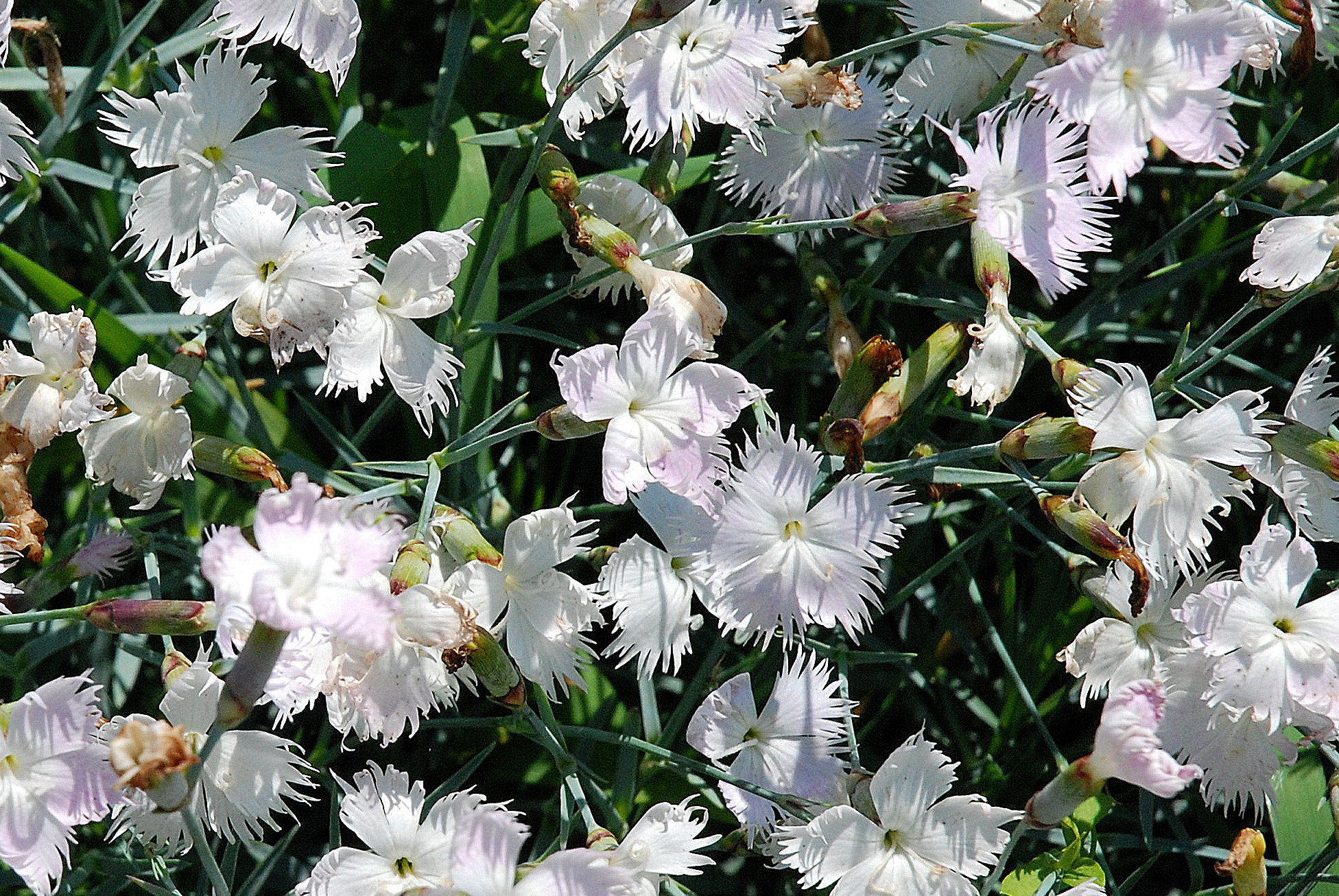
Dianthus anatolicus
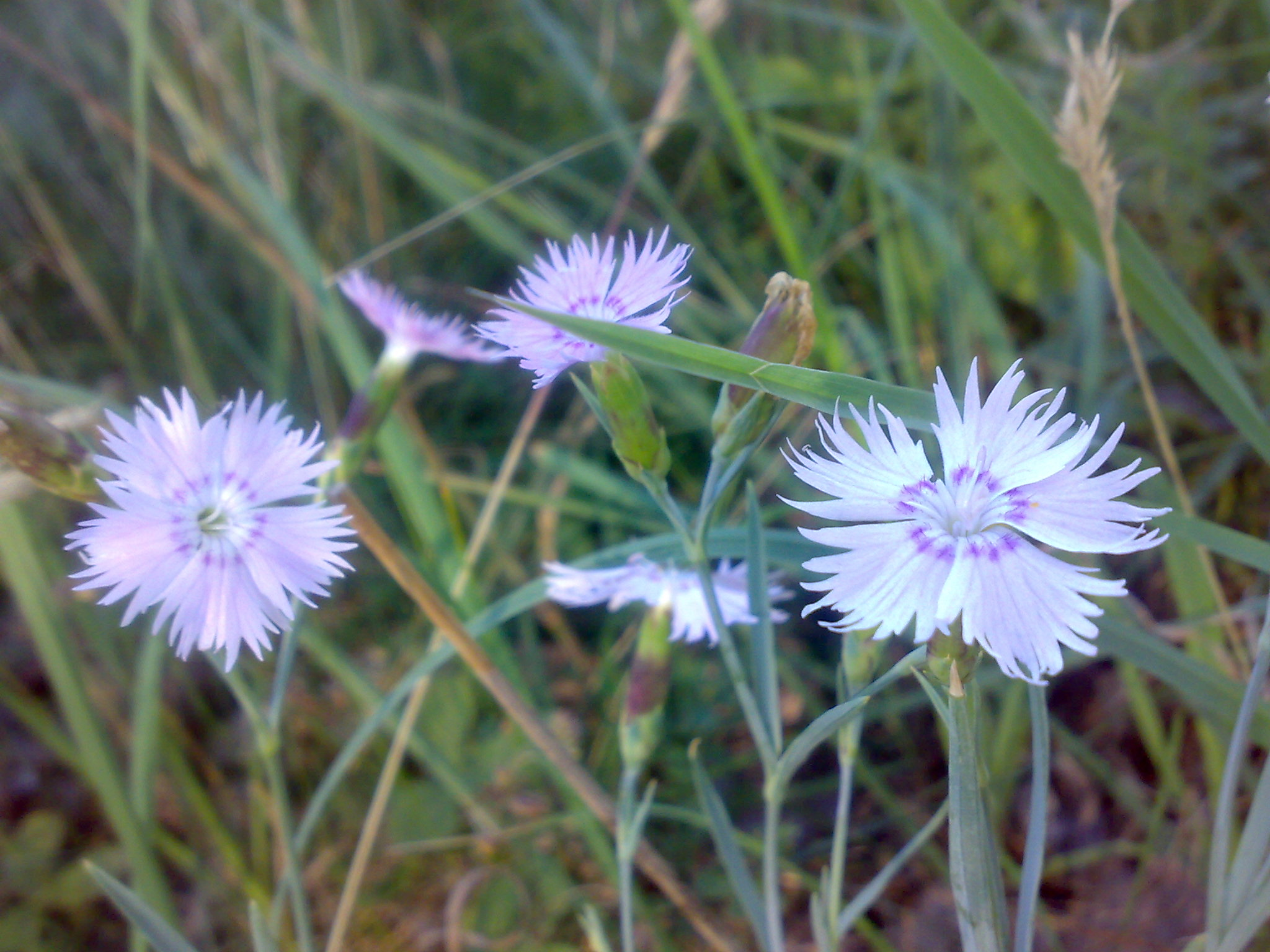
Hvozdík písečný (Dianthus arenarius)
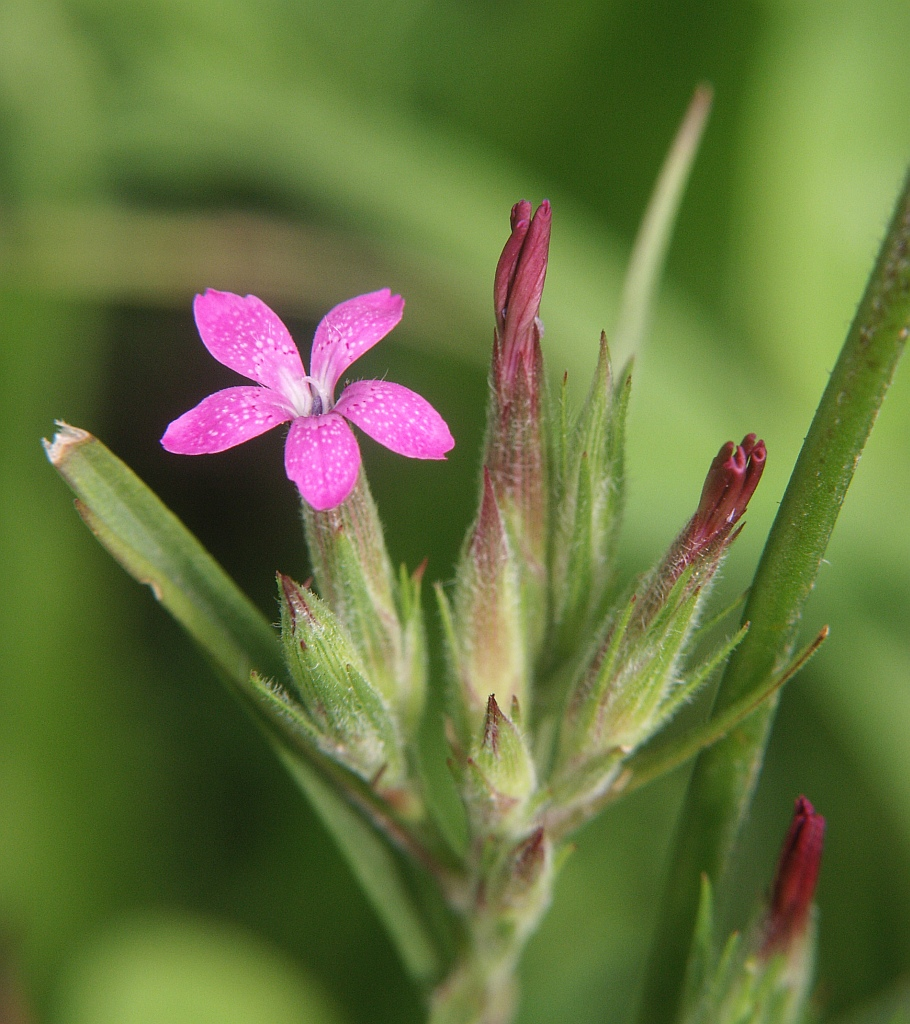
Dianthus armeria
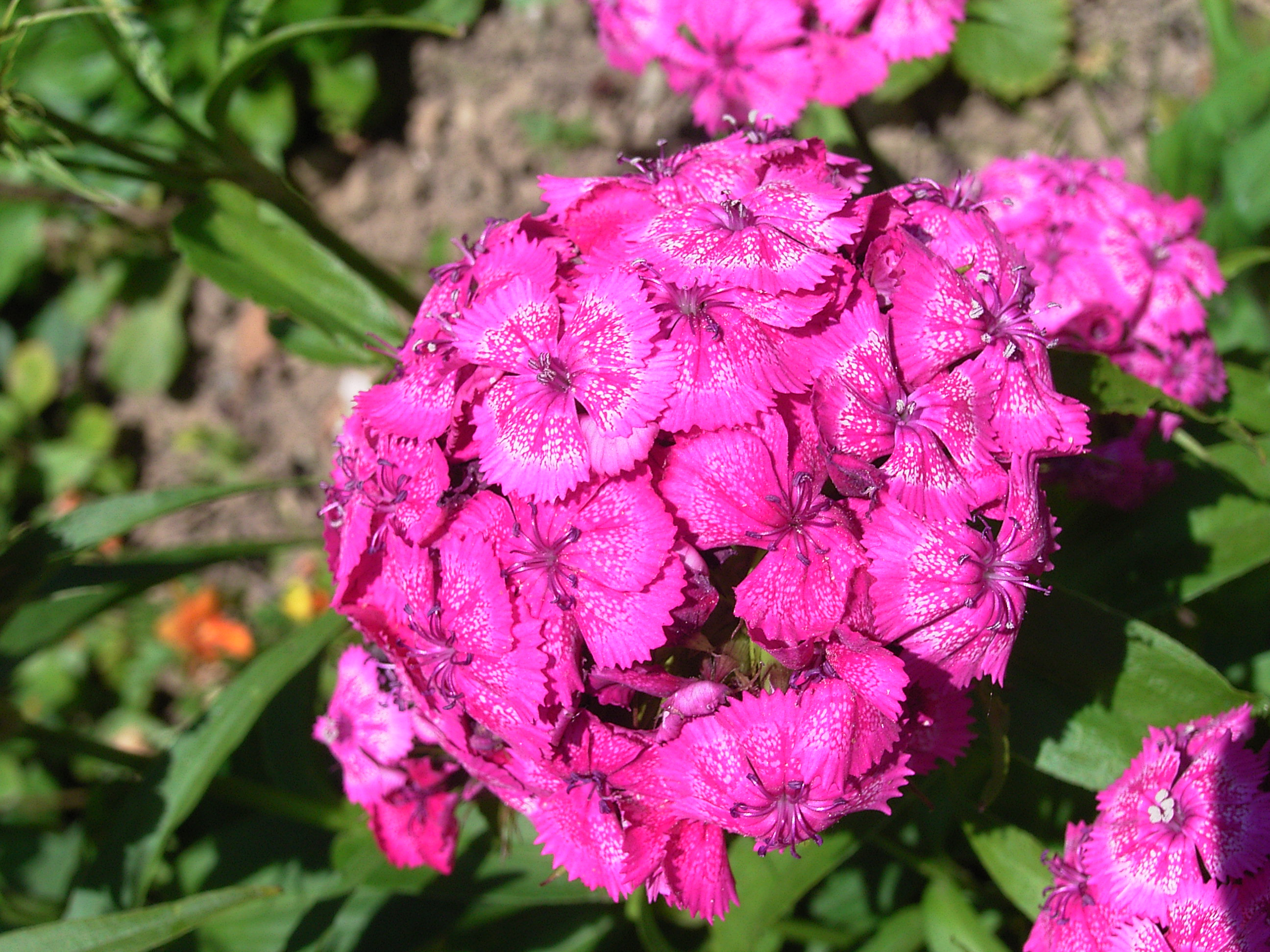
Dianthus barbatus
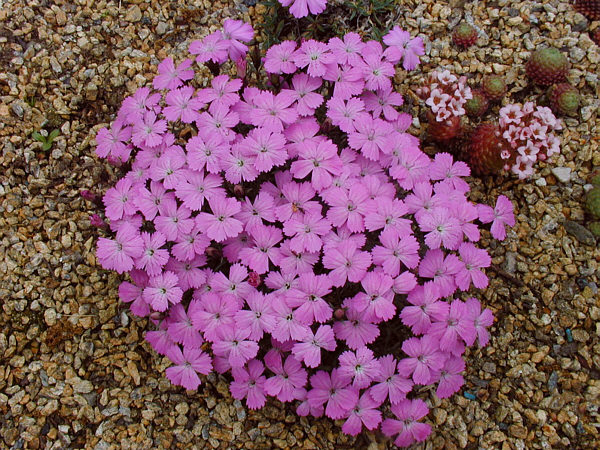
Dianthus brevicaulis
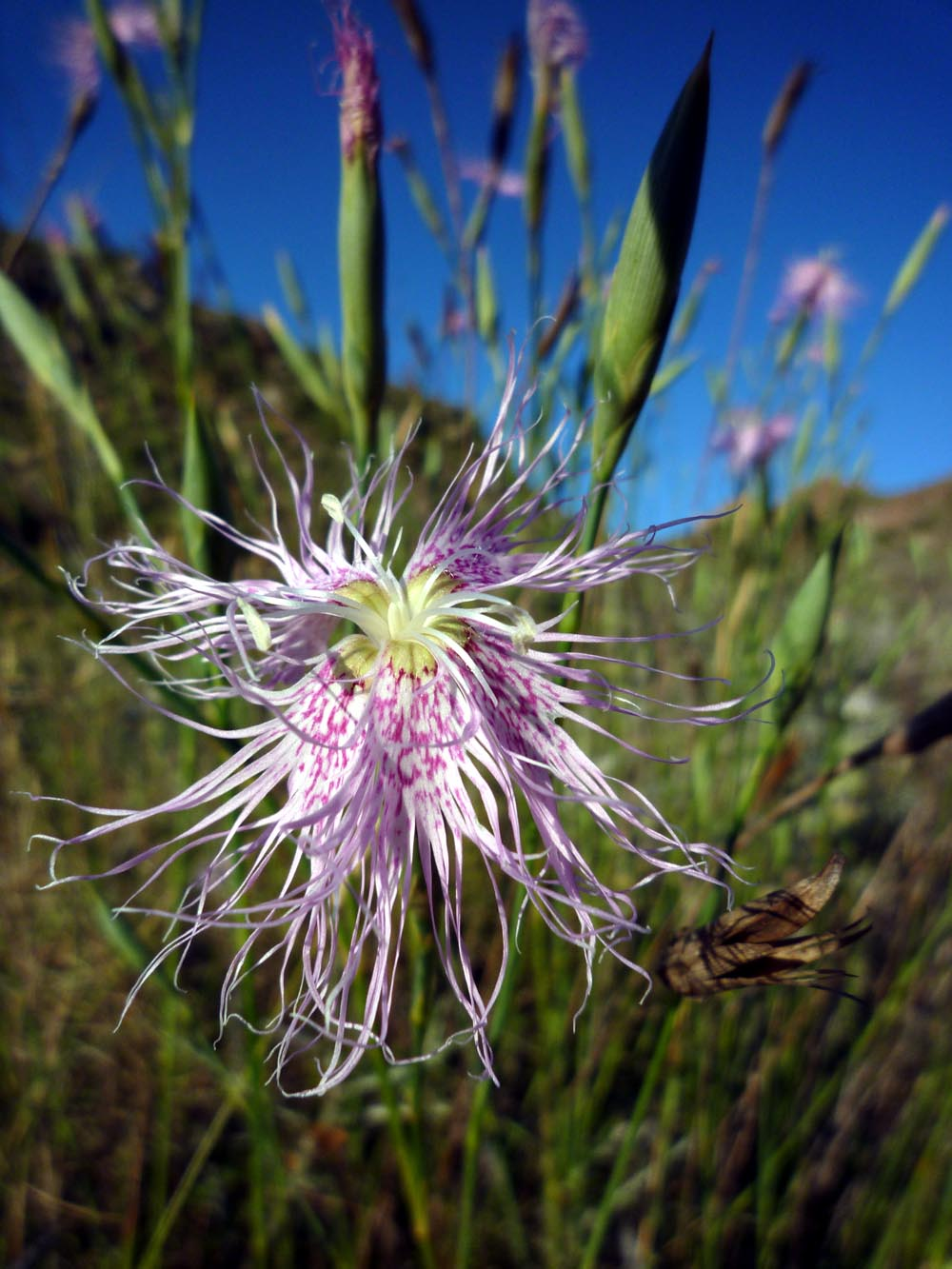
Dianthus broteri
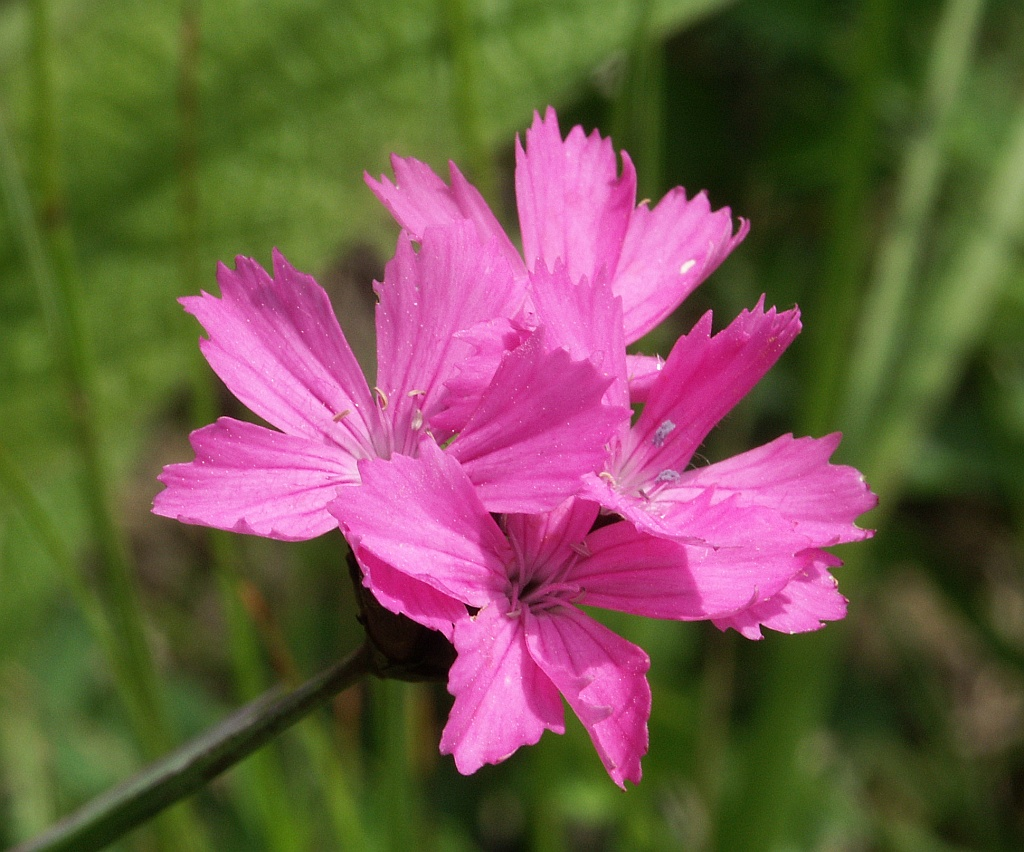
Dianthus carthusianorum ssp. carthusianorum
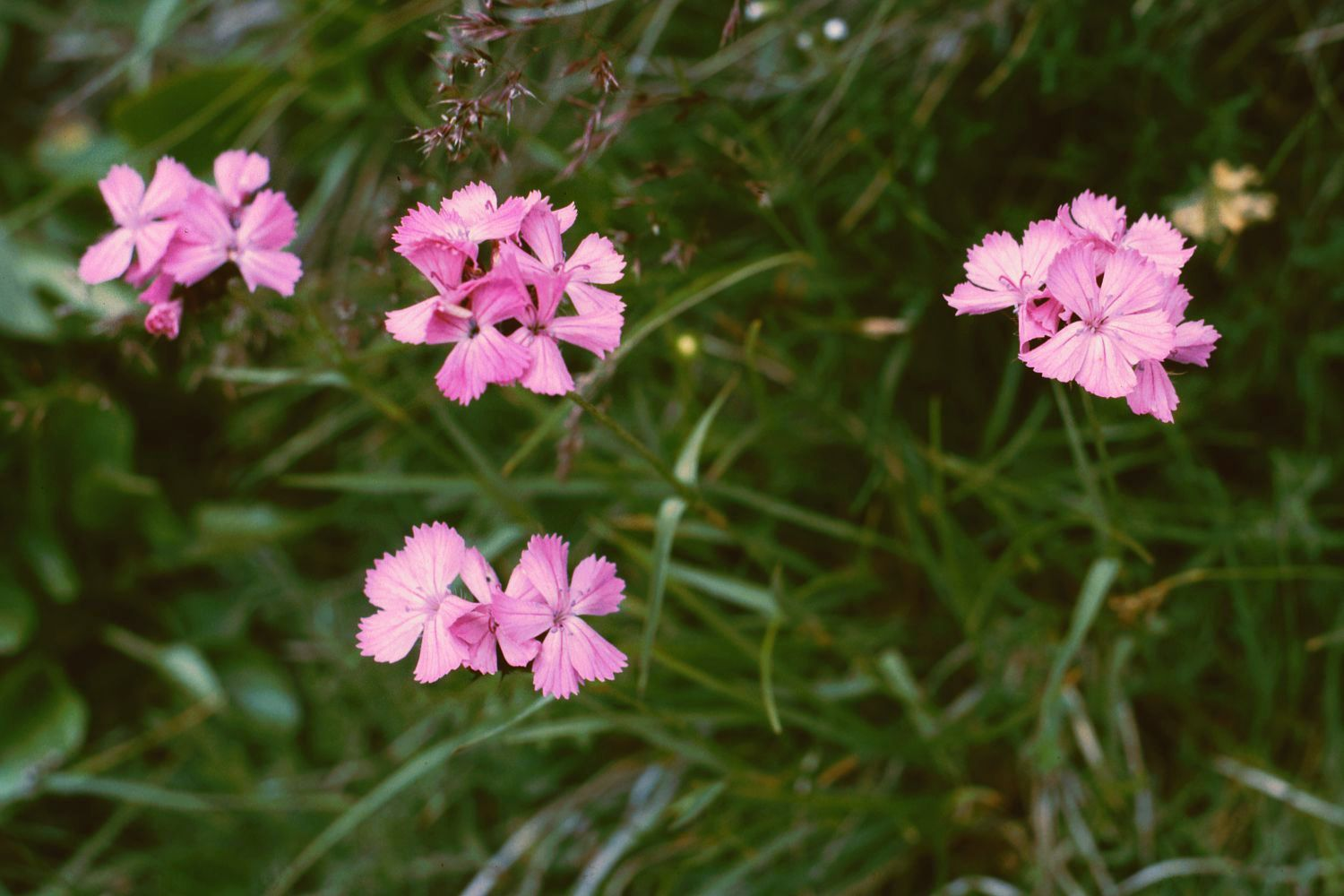
Dianthus carthusianorum ssp. alpestris
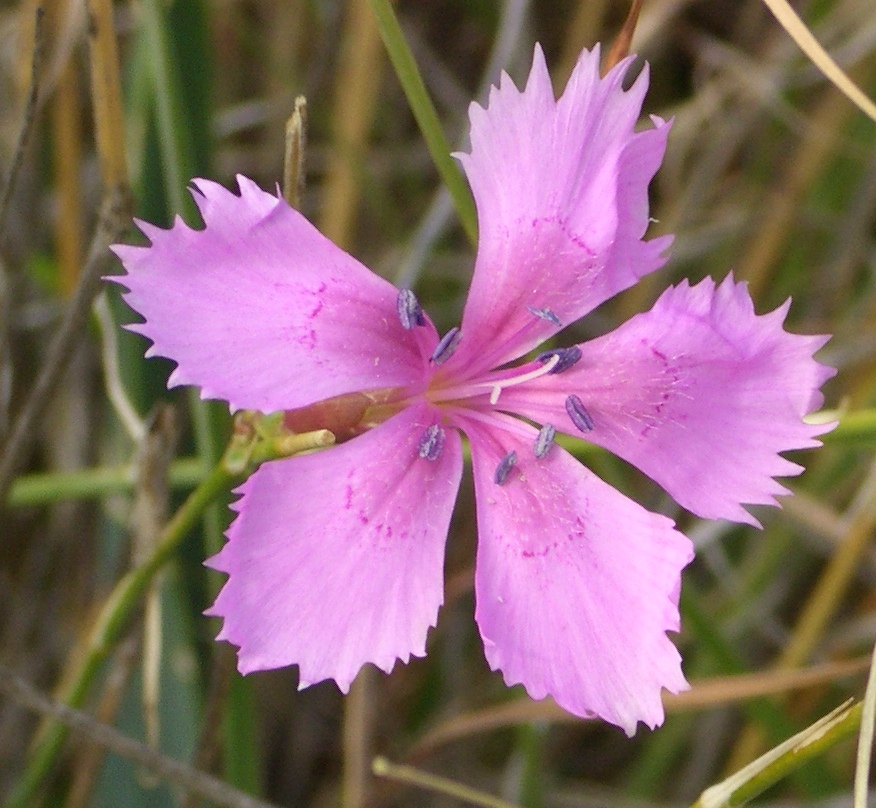
Dianthus caryophyllus
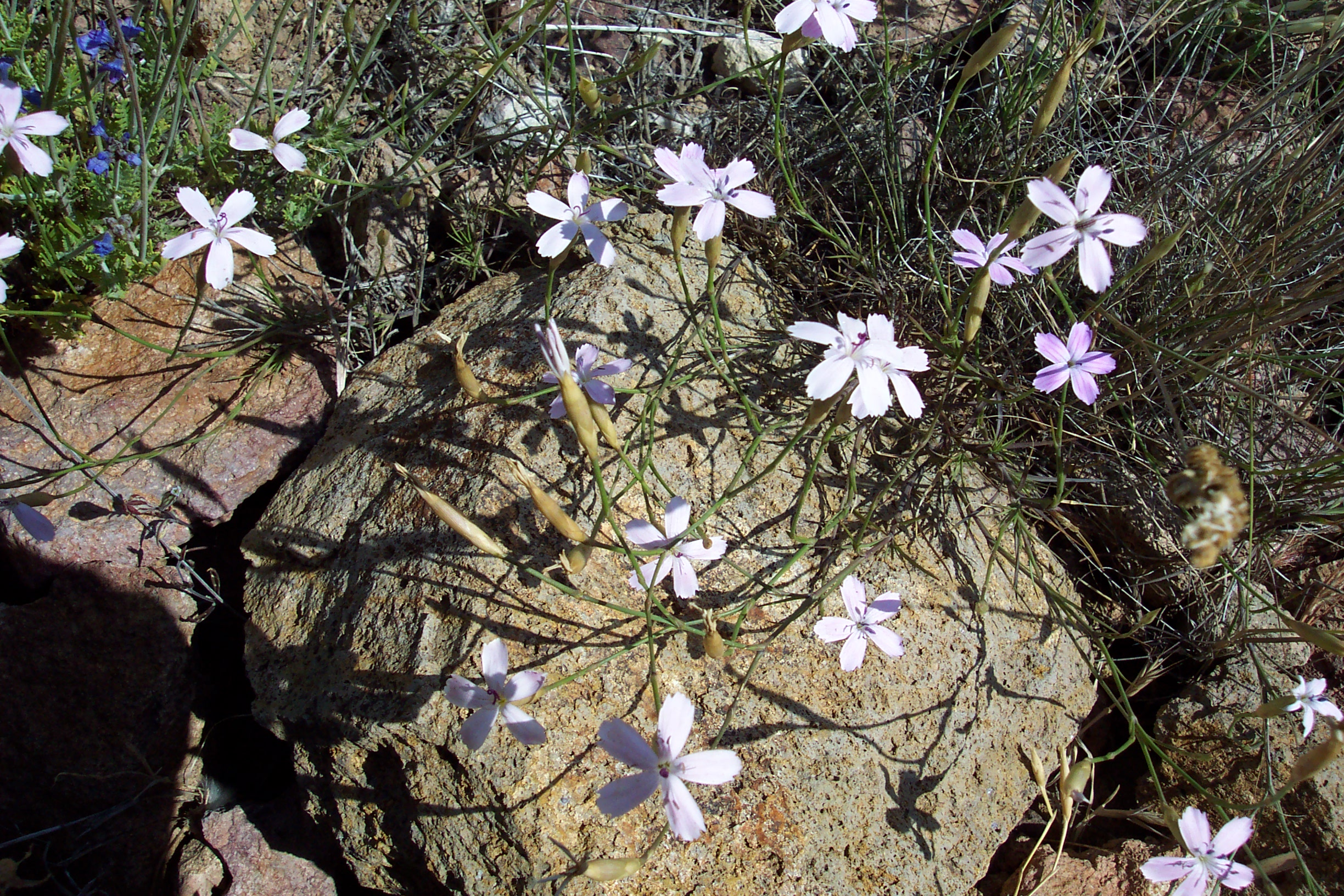
Dianthus charidemi
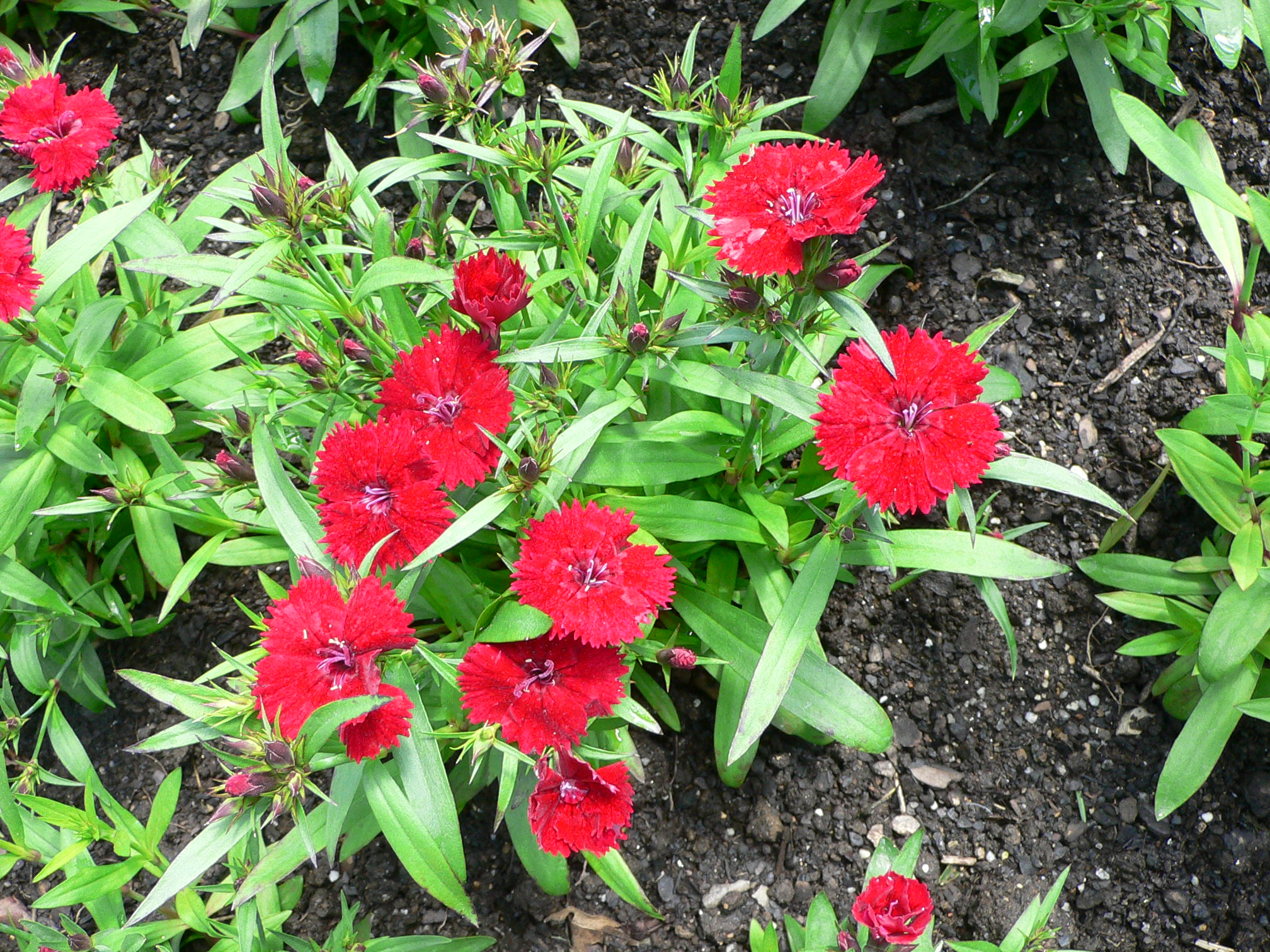
Dianthus chinensis
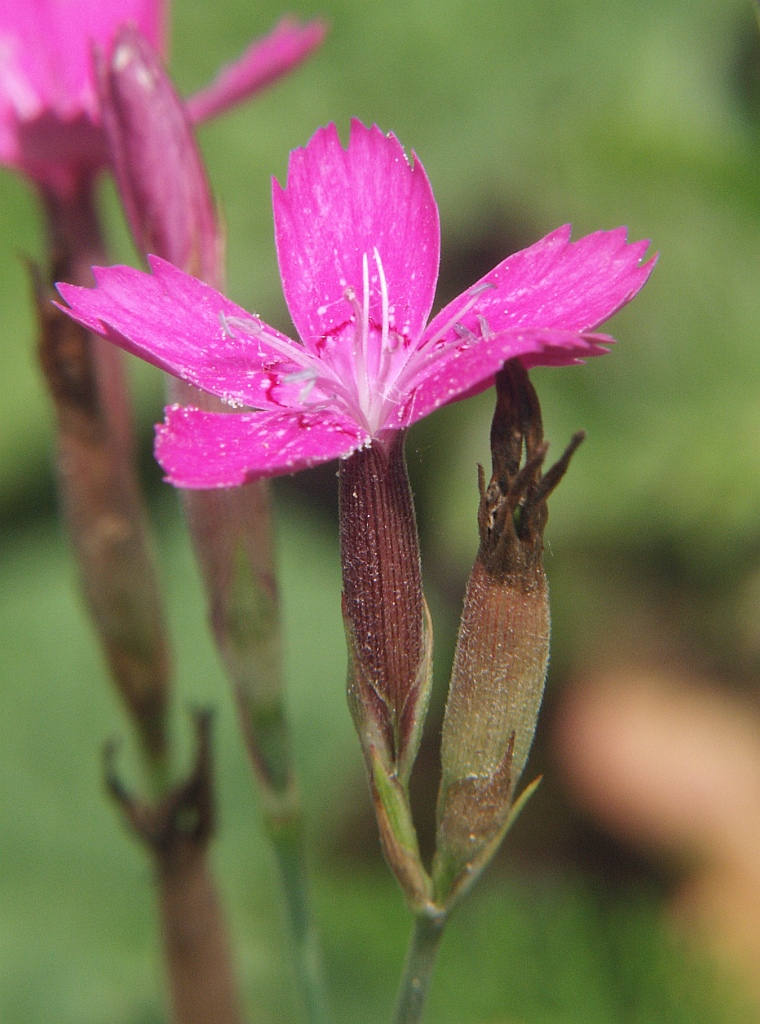
Hvozdík kropenatý (Dianthus deltoides)
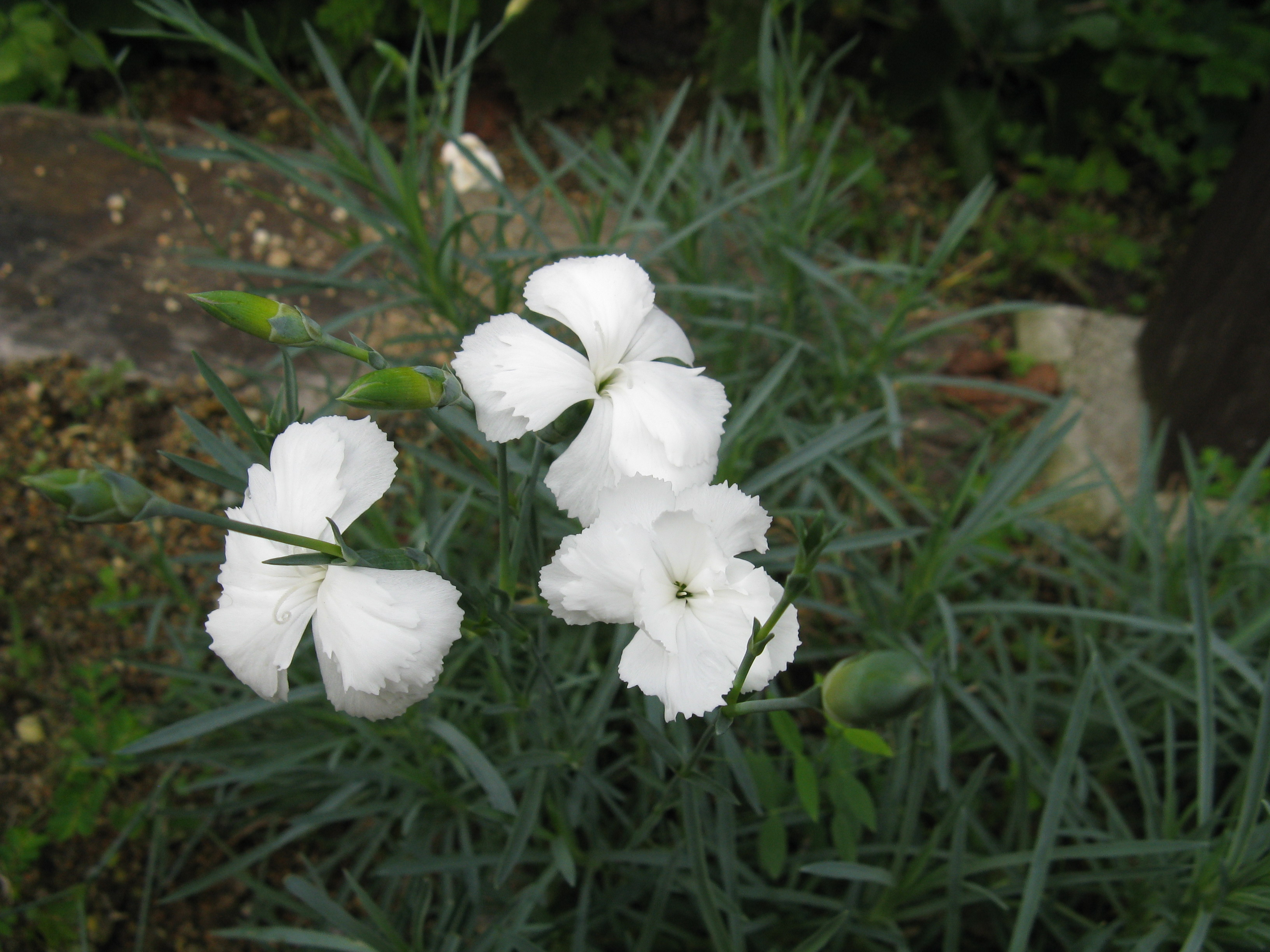
Dianthus furcatus
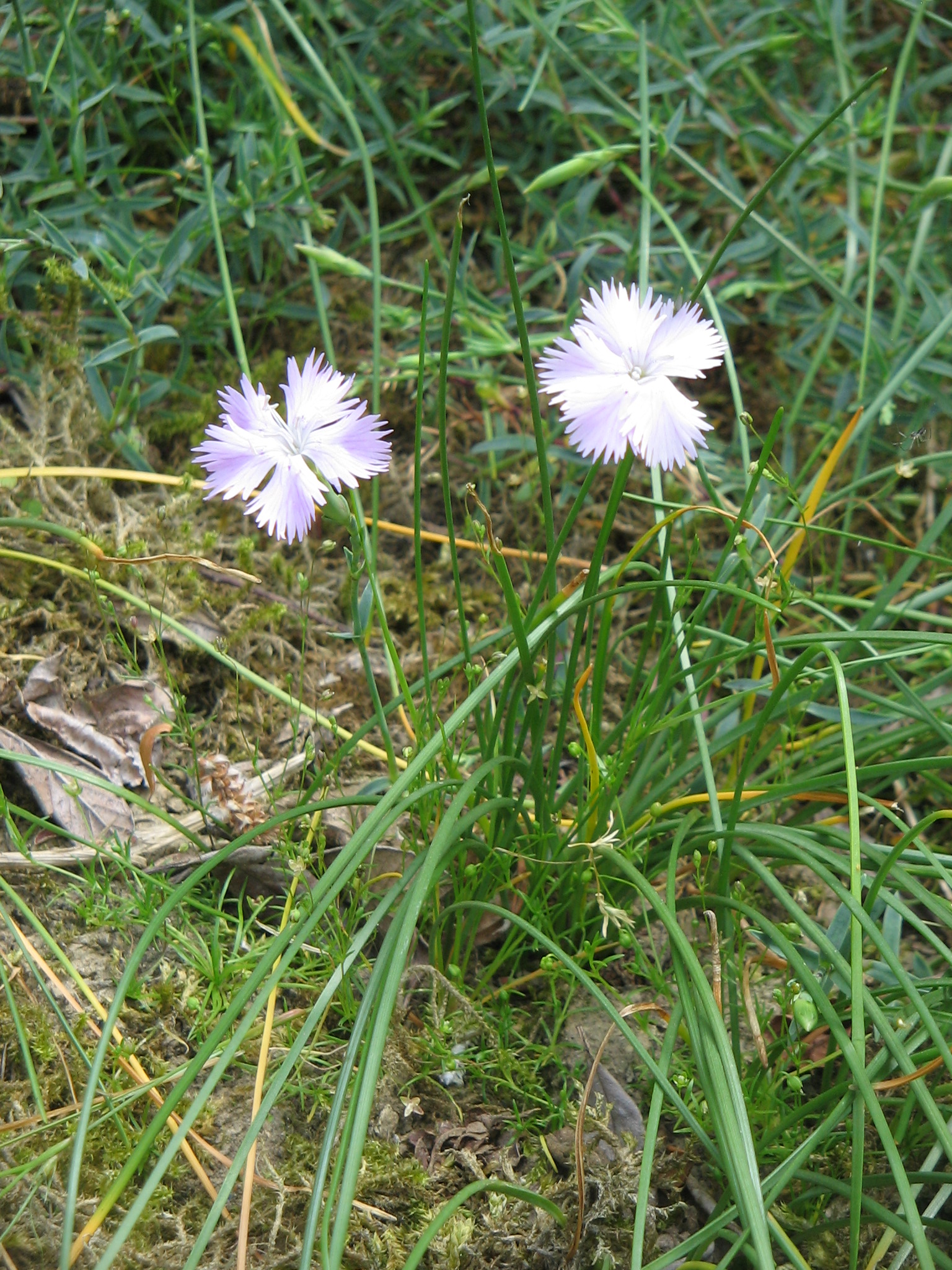
Dianthus gallicus
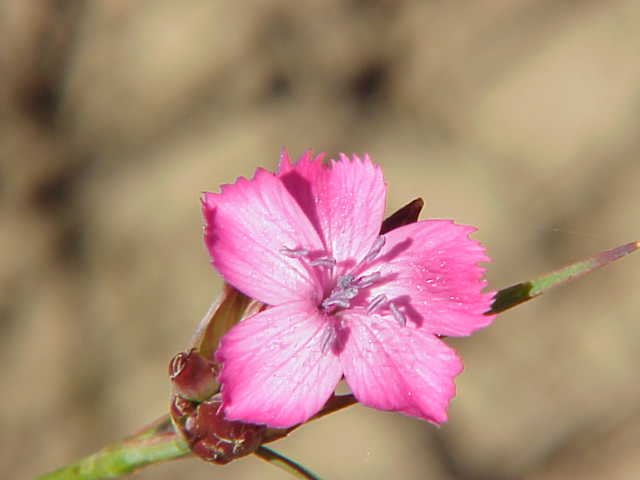
Dianthus giganteus
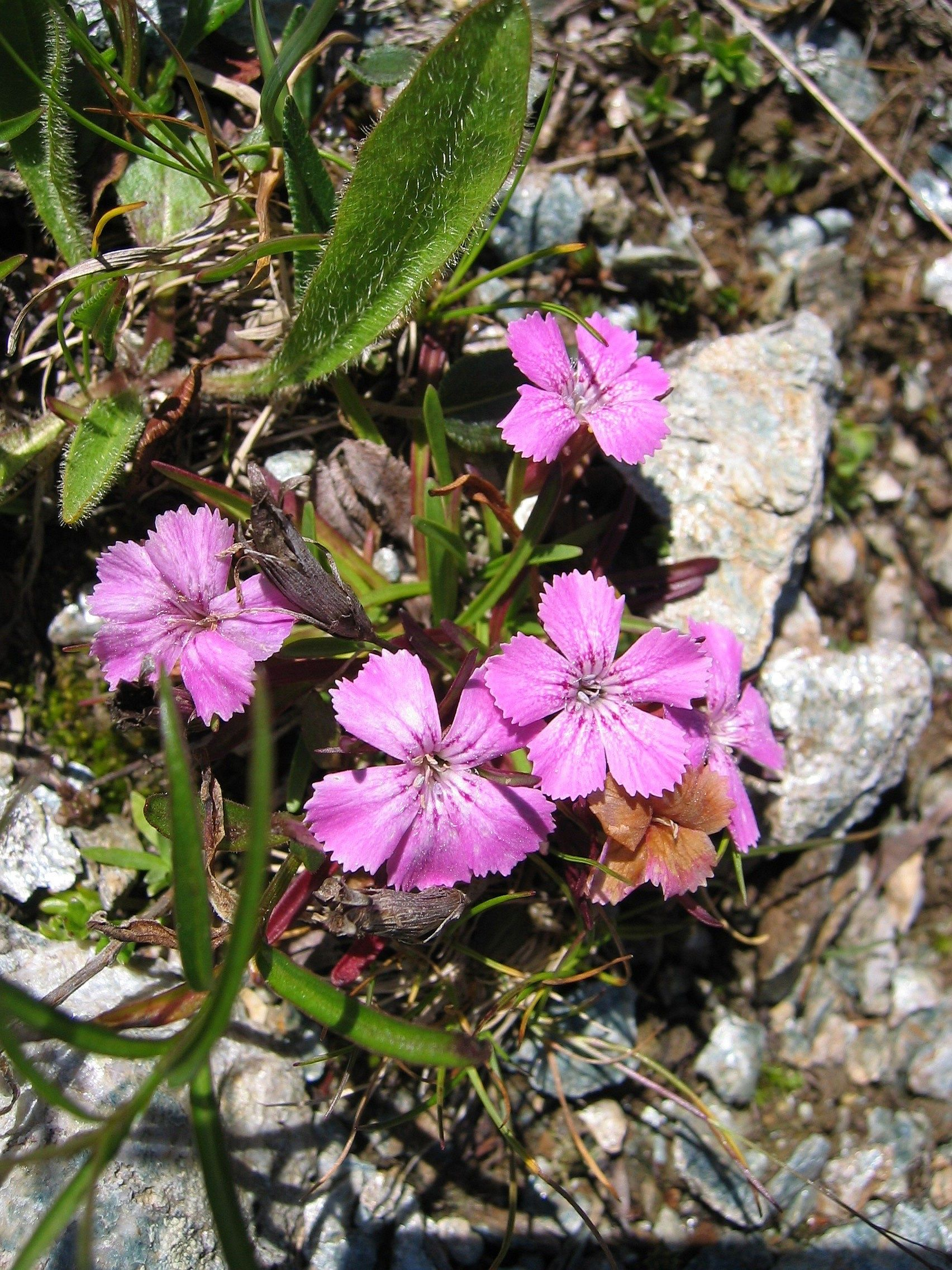
Dianthus glacialis
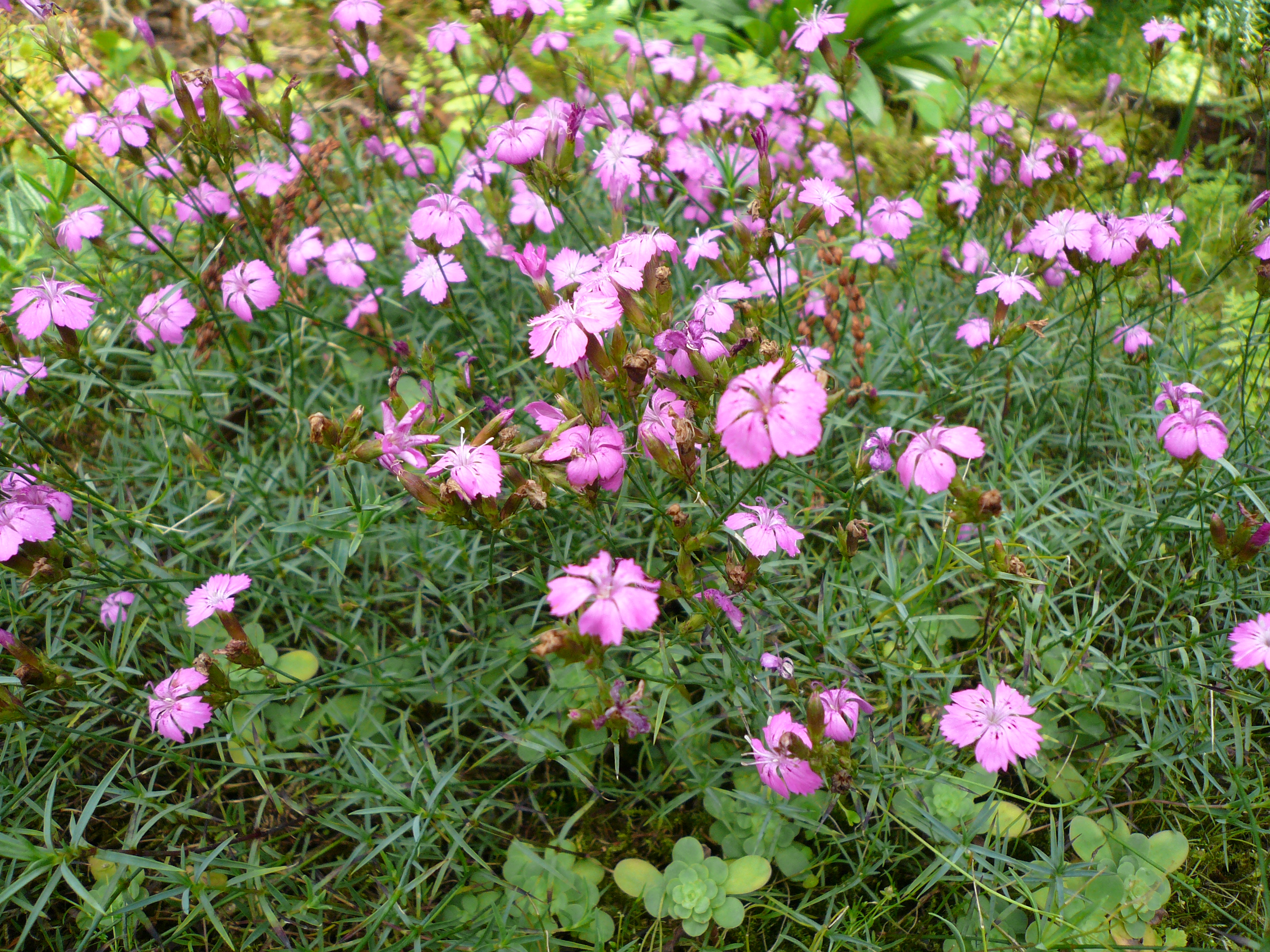
Dianthus graniticus
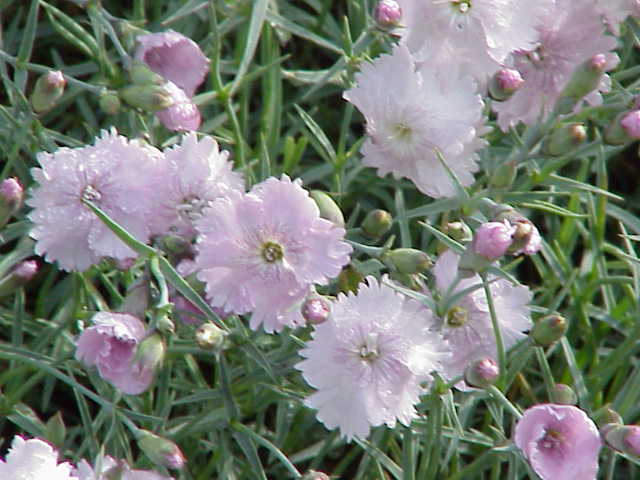
Dianthus gratianopolitanus
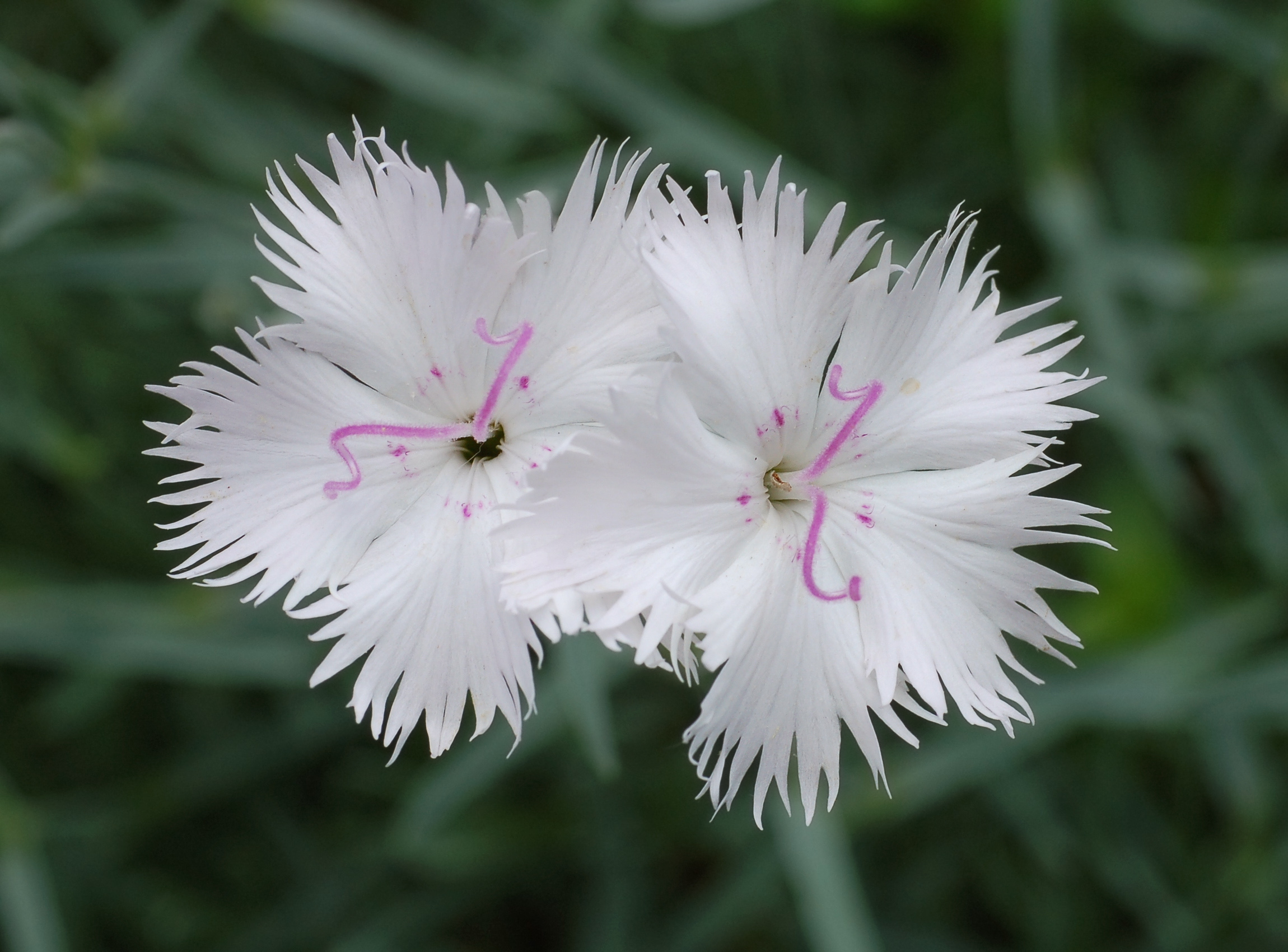
Dianthus japonicus
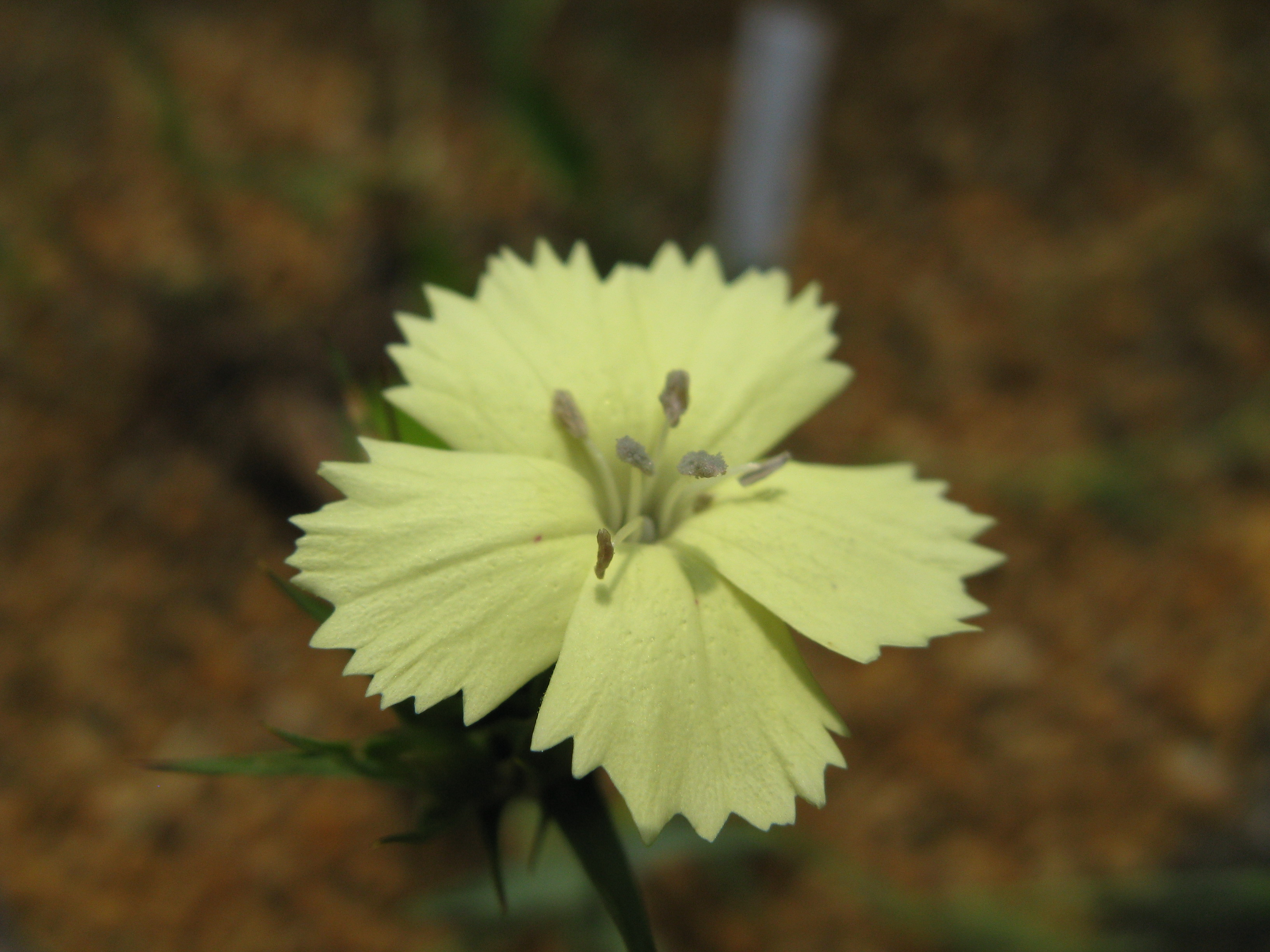
Dianthus knappii
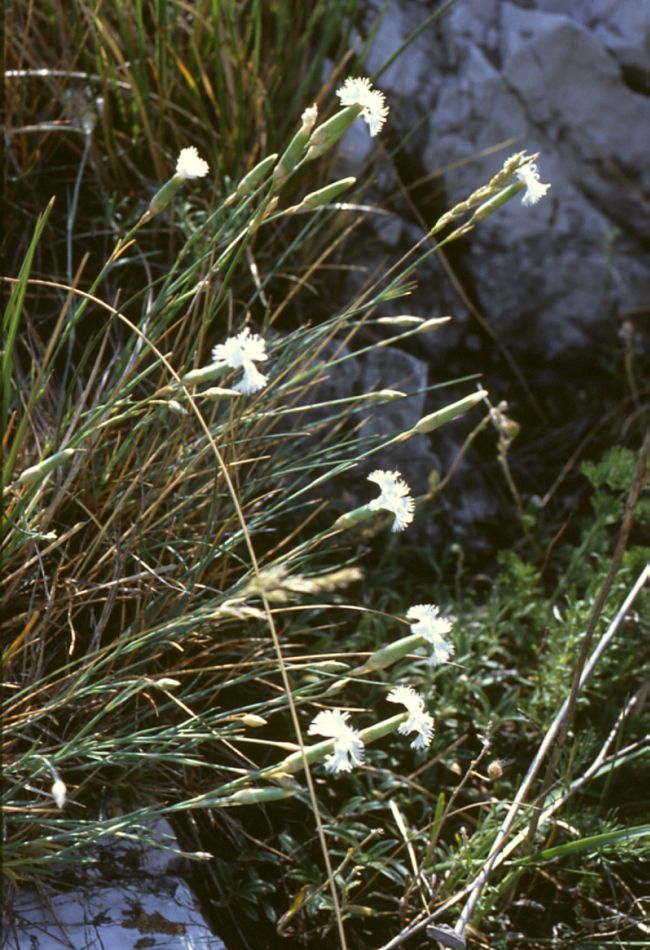
Dianthus lumnitzeri
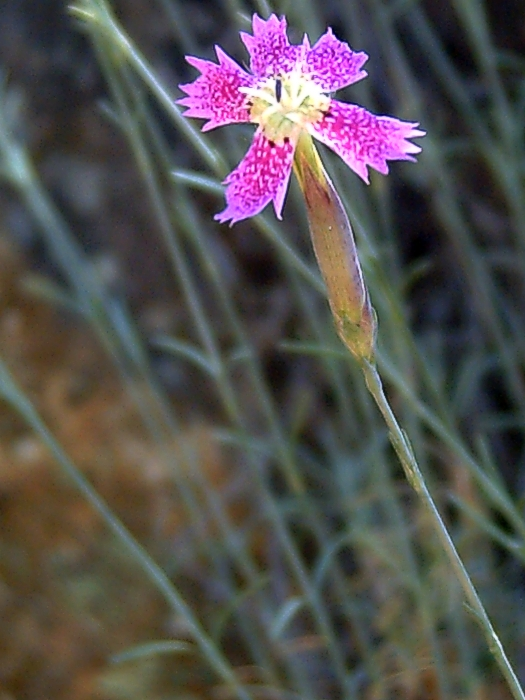
Dianthus lusitanus
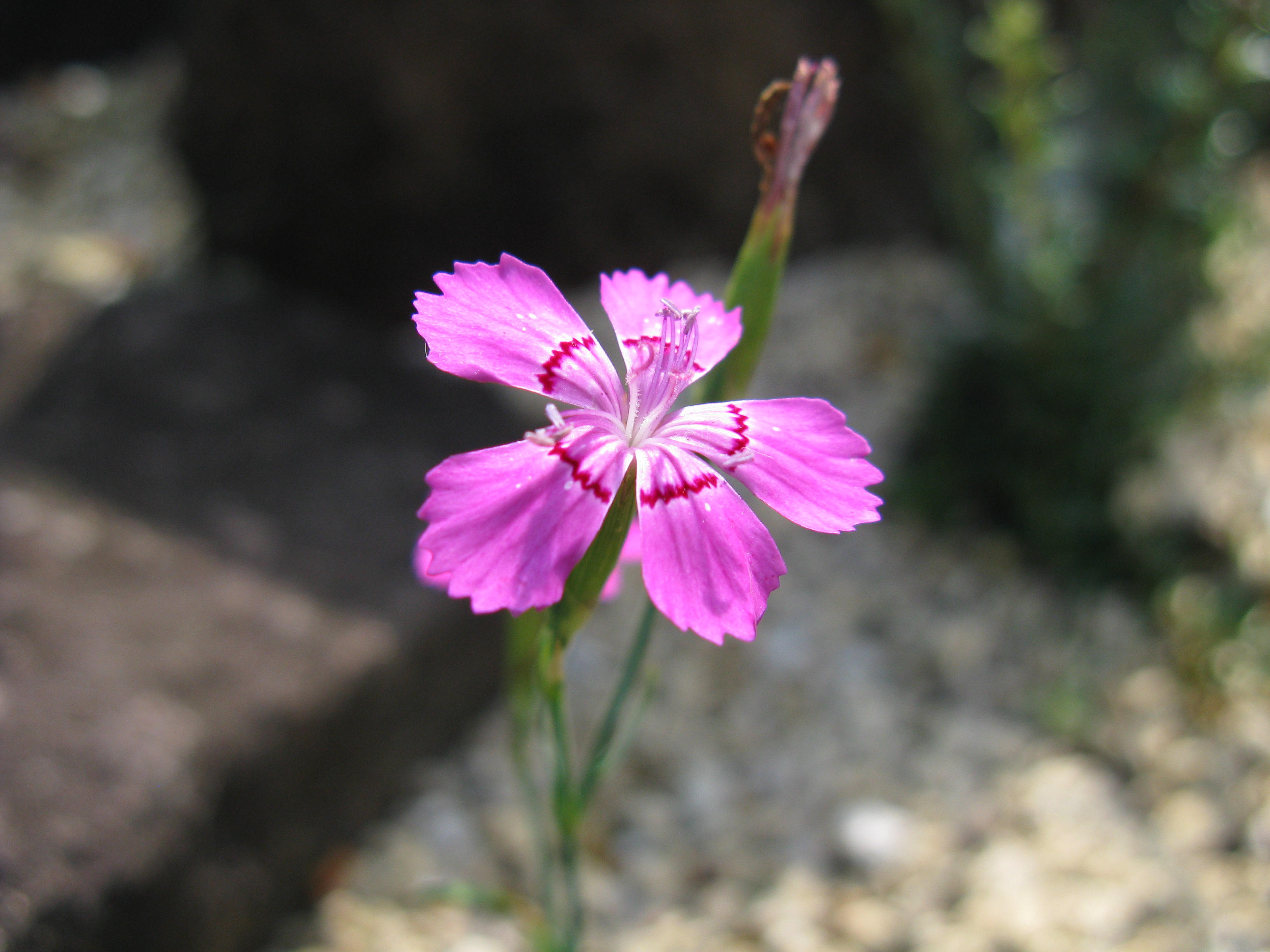
Dianthus microlepis
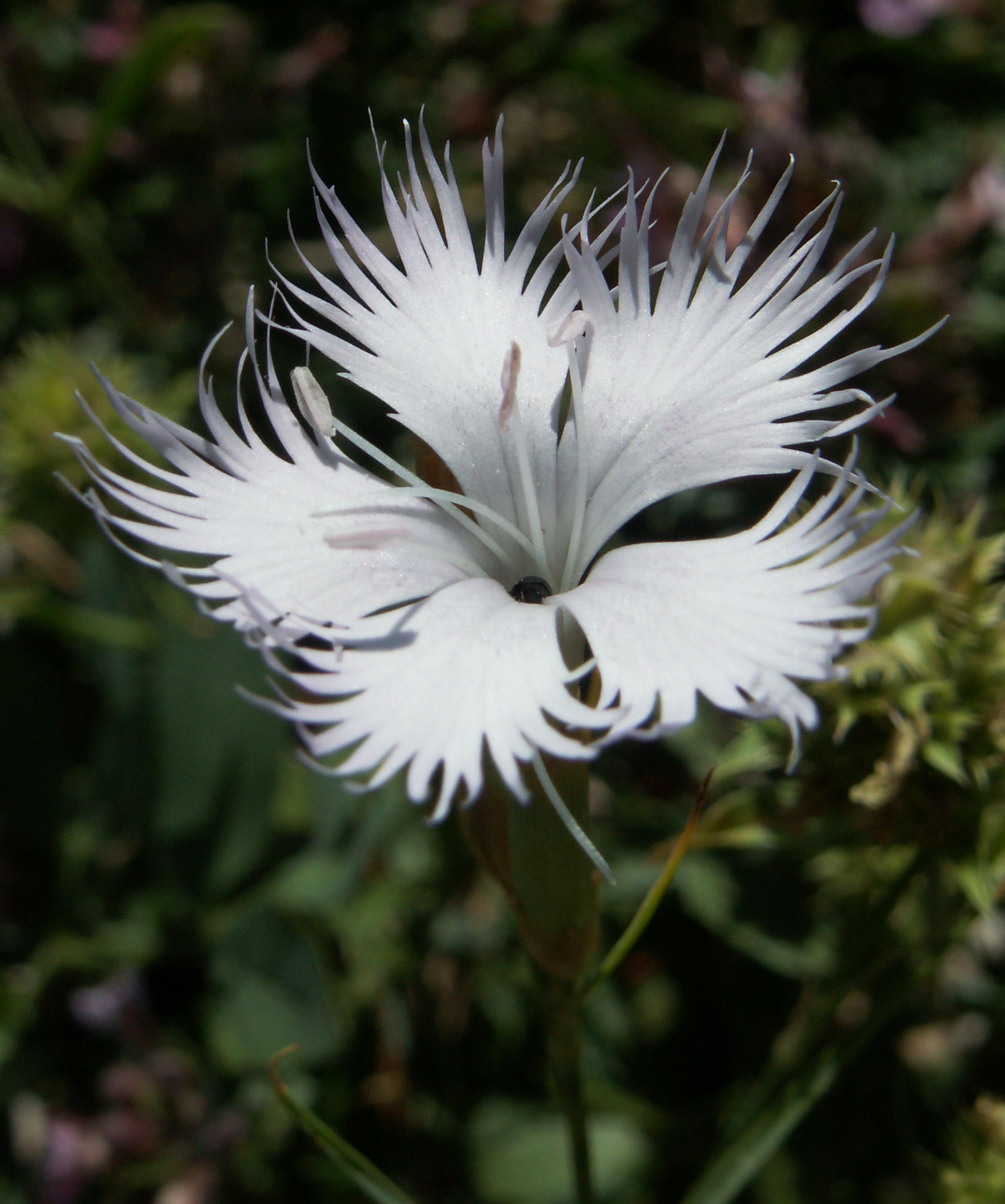
Dianthus monspessulanus
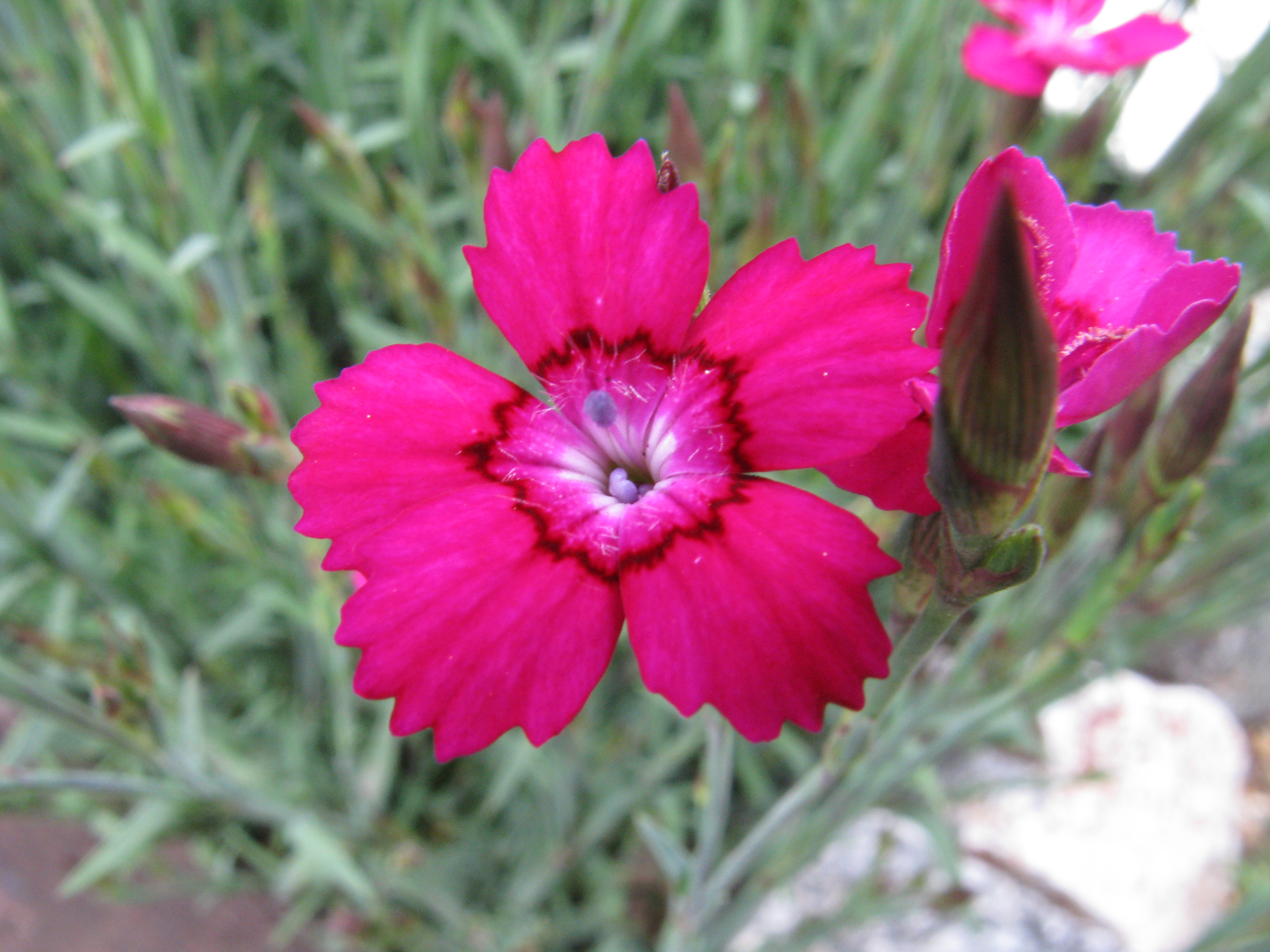
Dianthus myrtinervius
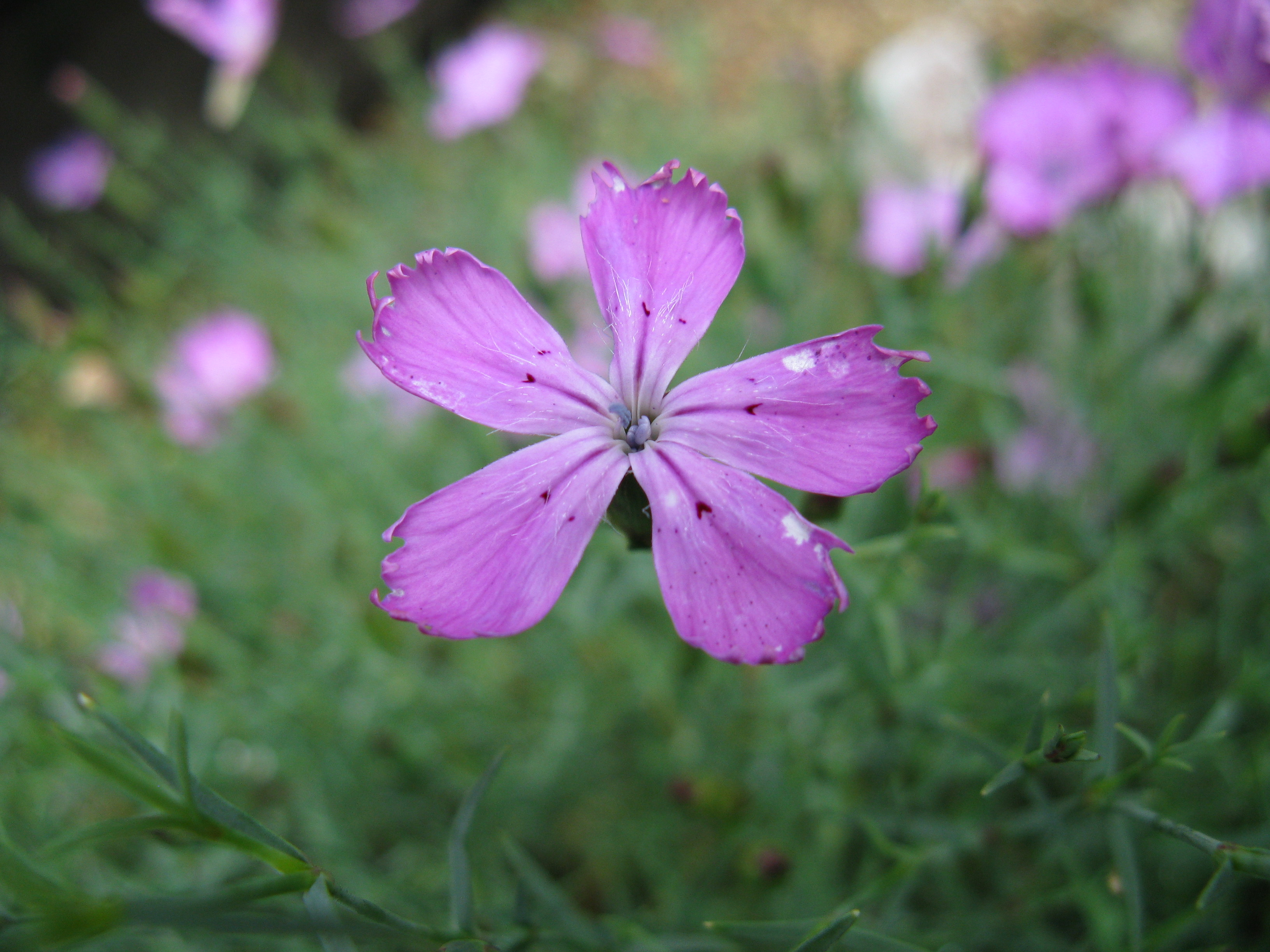
Dianthus nardiformis
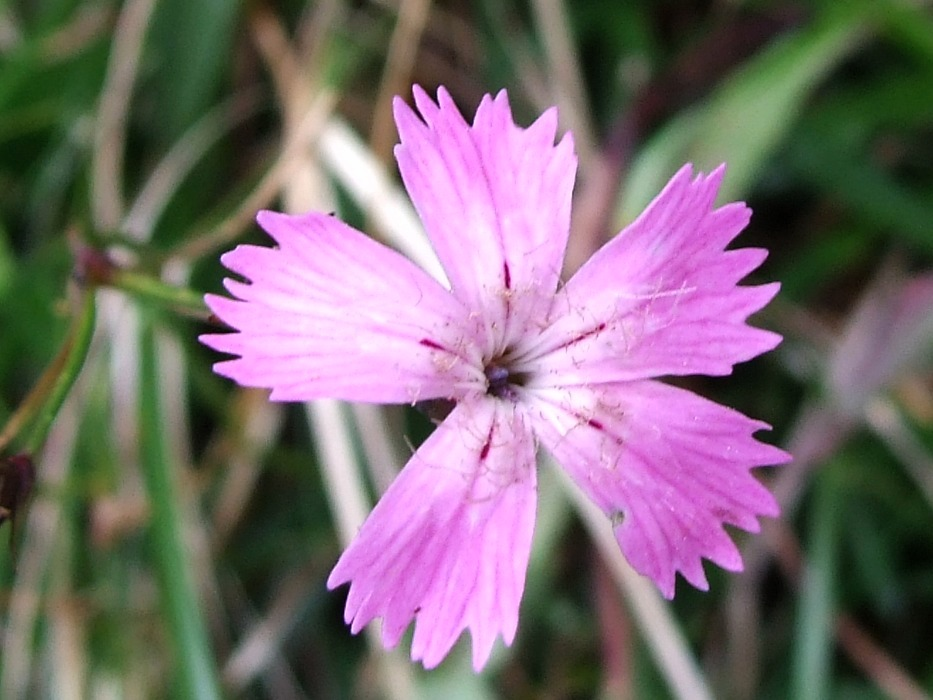
Dianthus nitidus
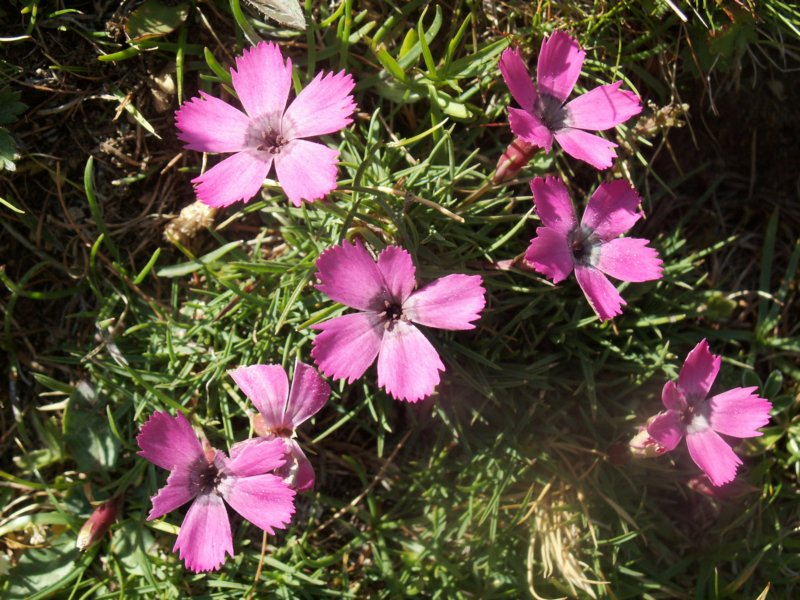
Dianthus pavonius
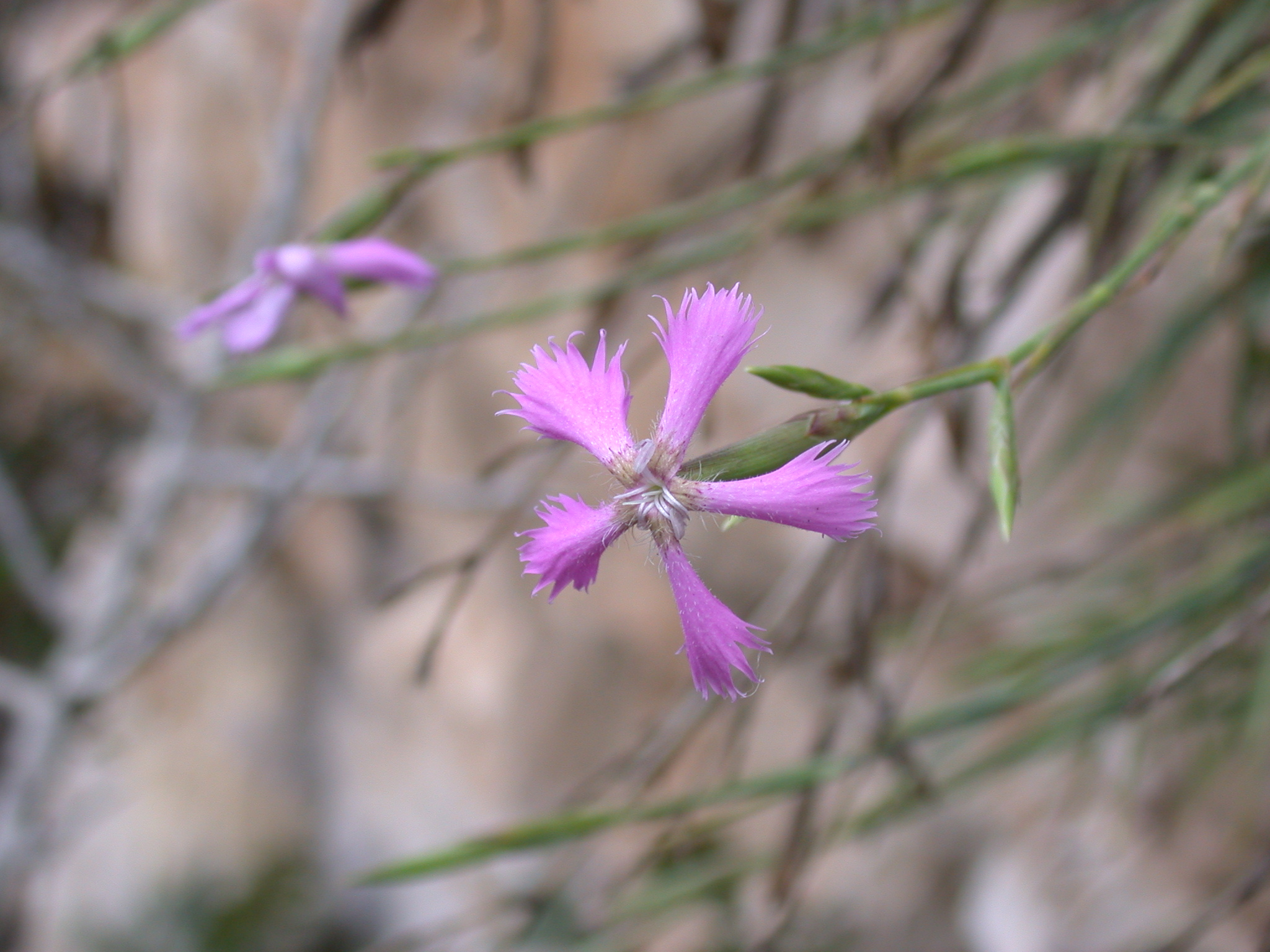
Dianthus pendulus
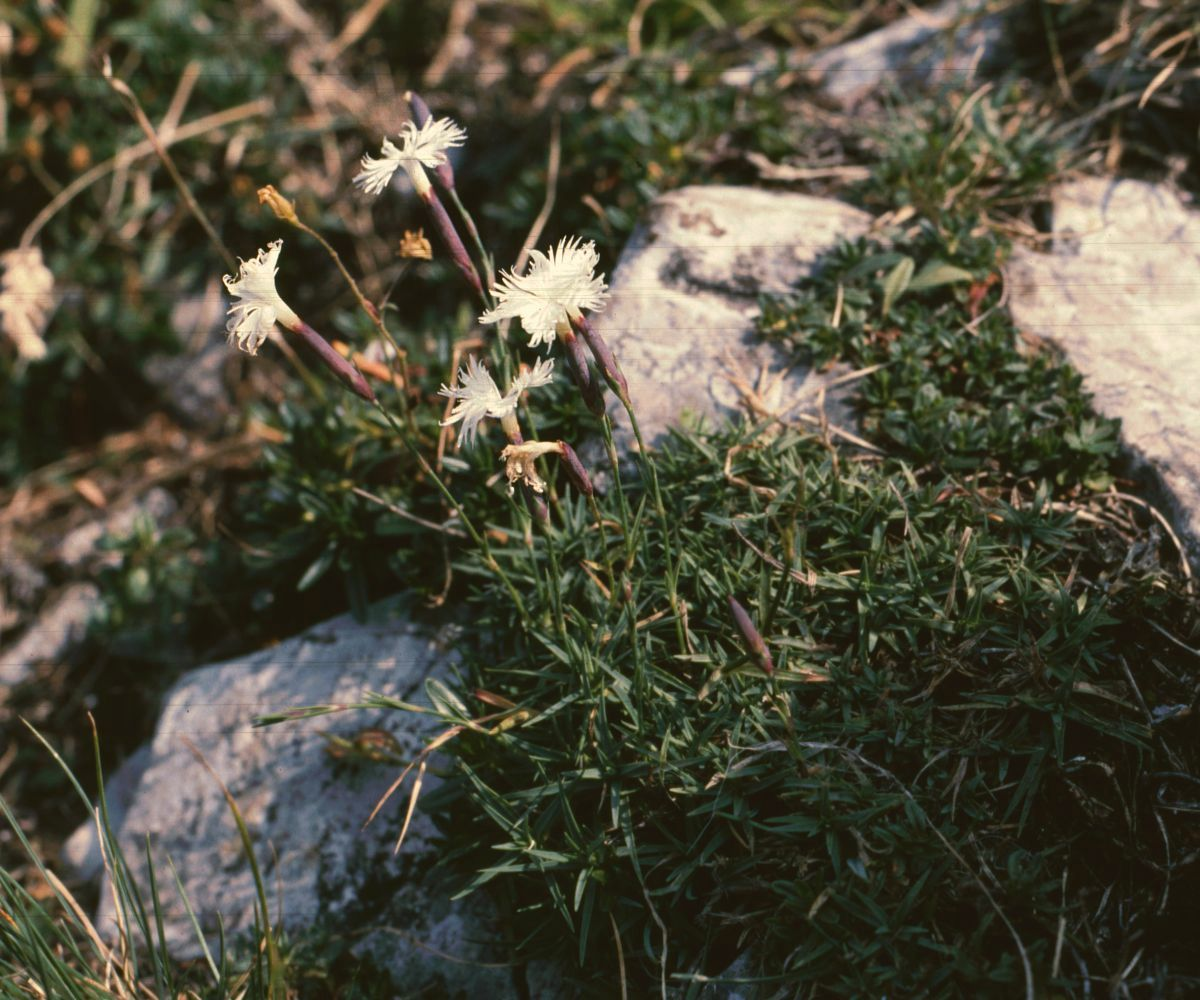
Dianthus petraeus
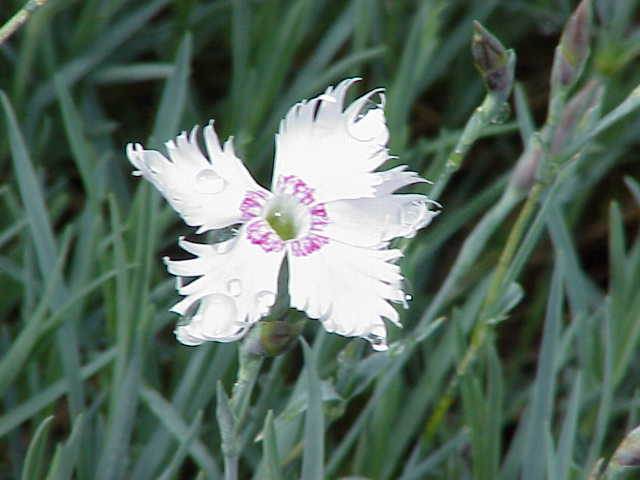
Dianthus plumarius
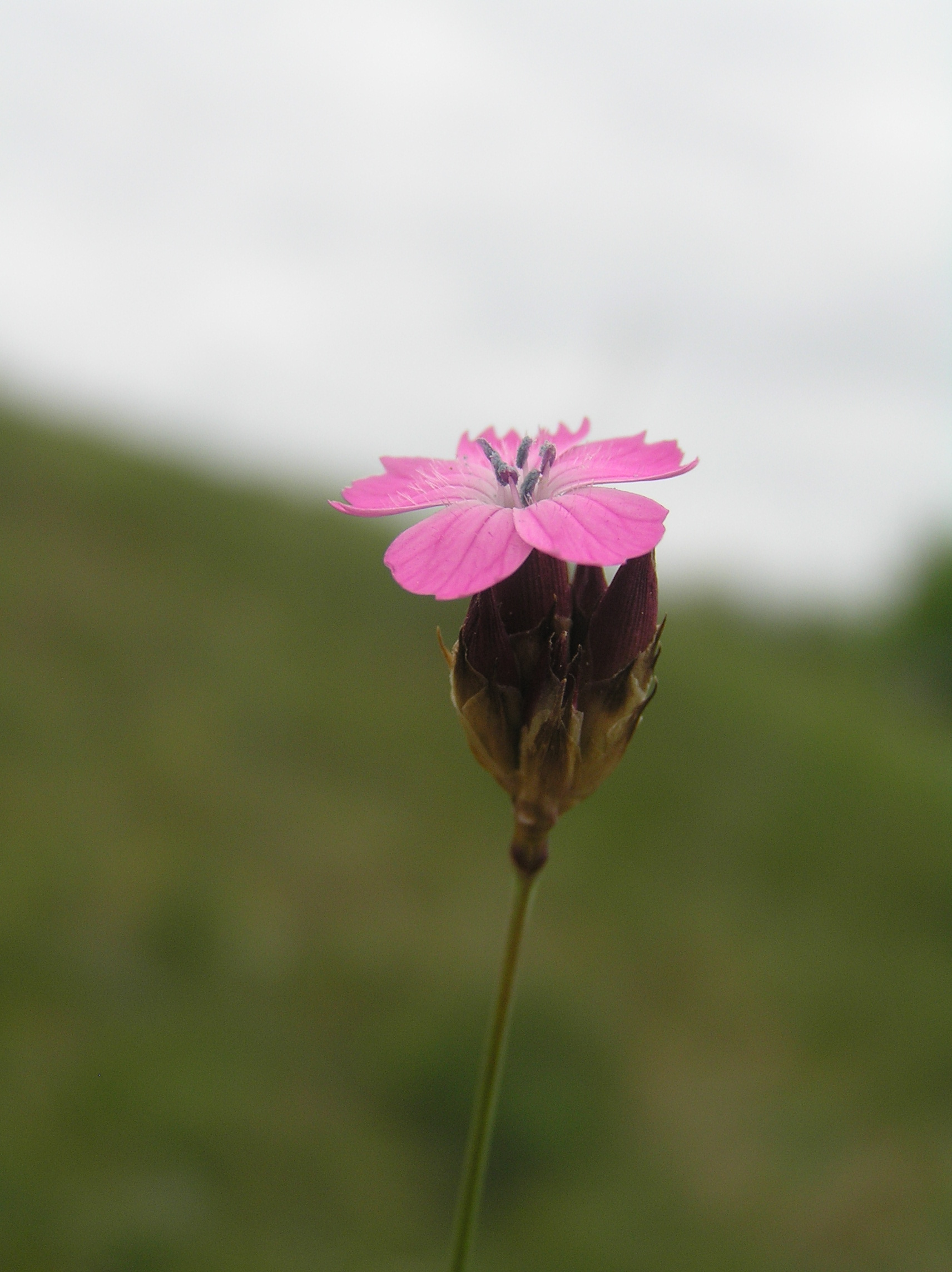
Dianthus pontederae
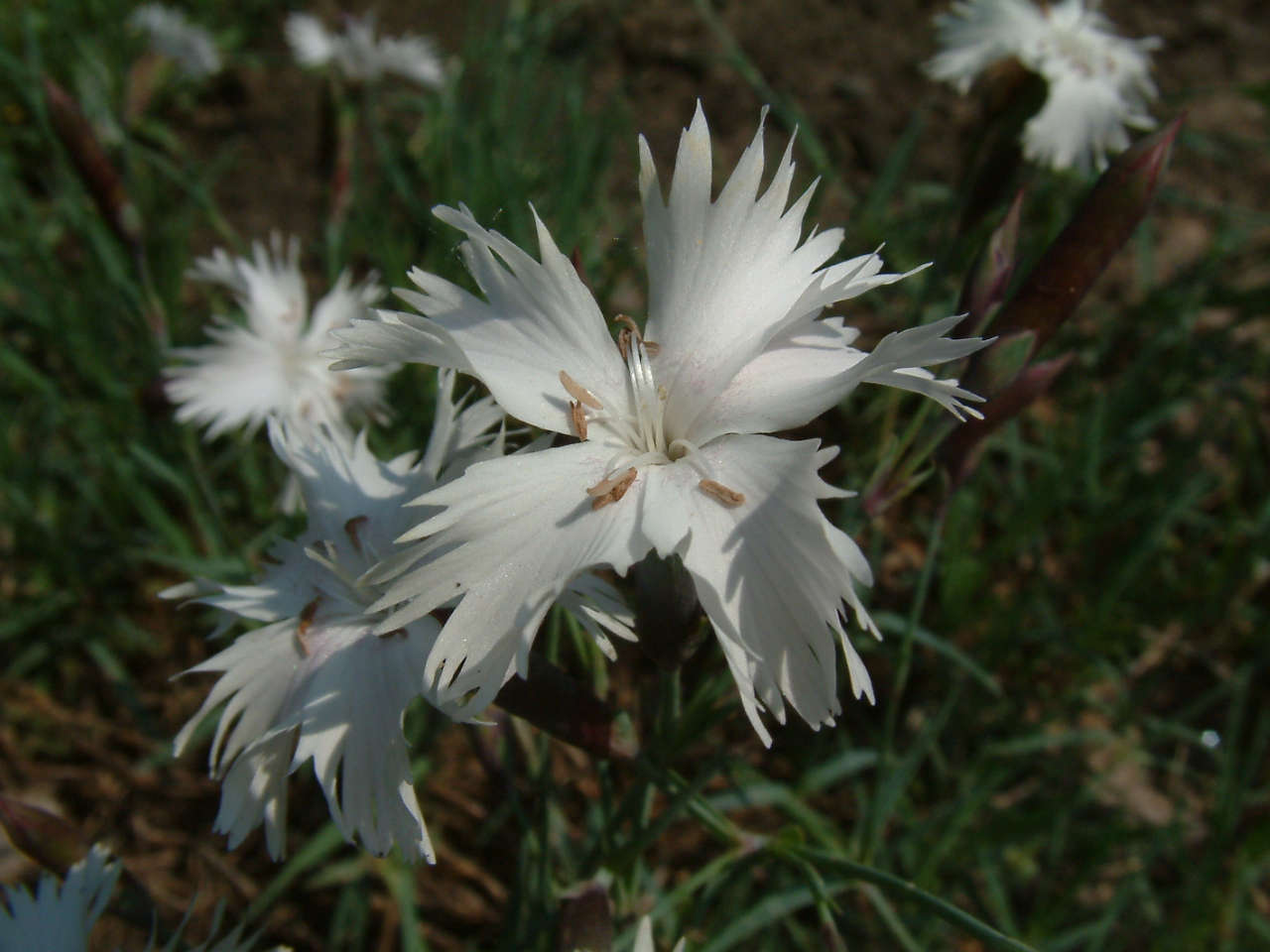
Dianthus seguieri ssp. glaber
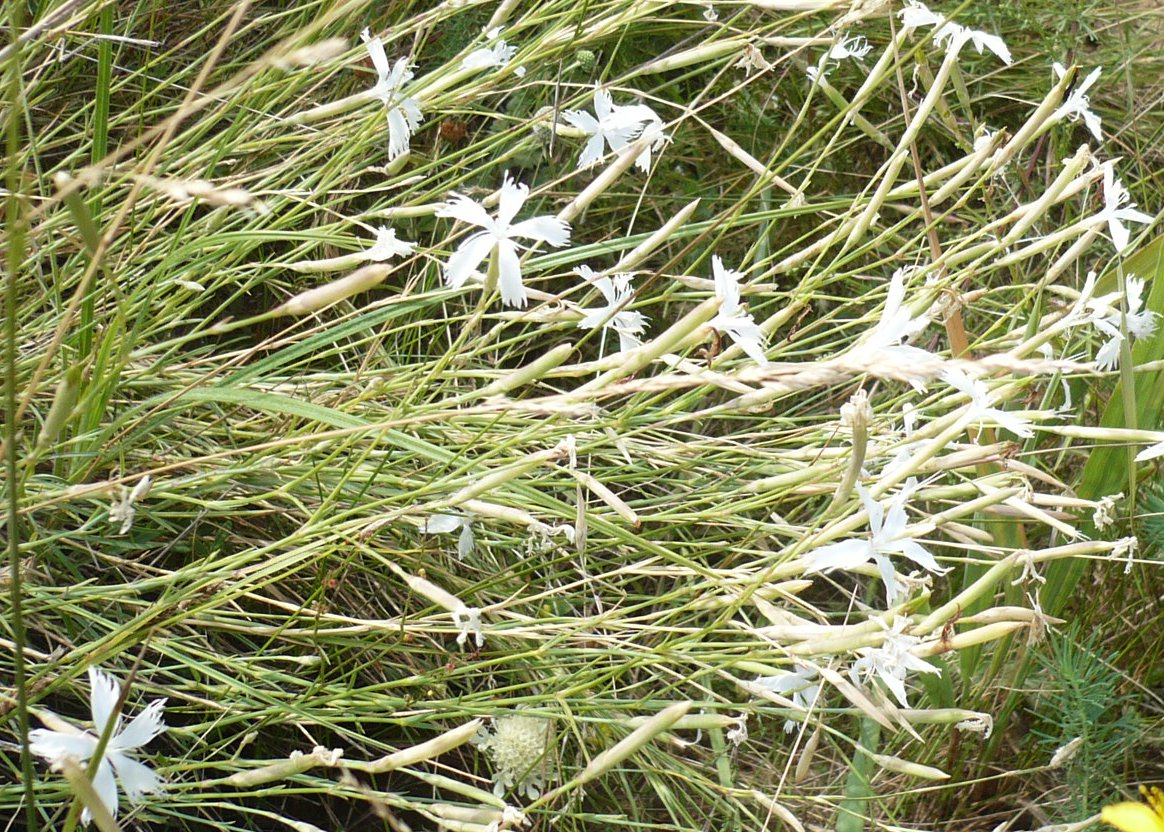
Dianthus serotinus
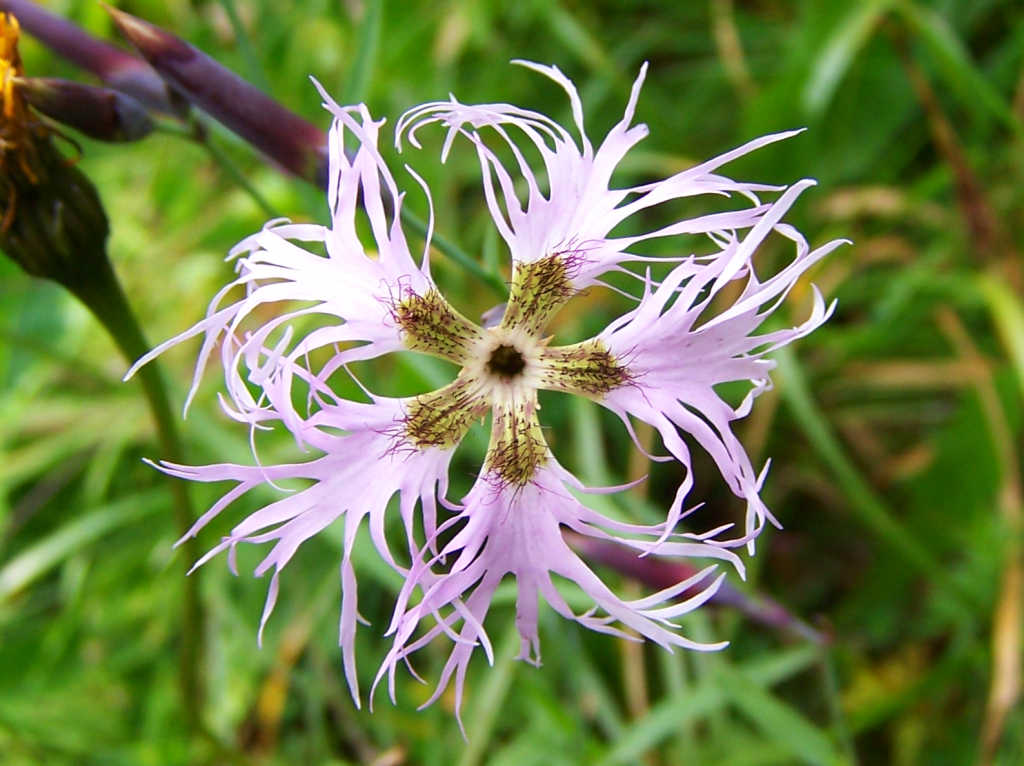
Dianthus speciosus
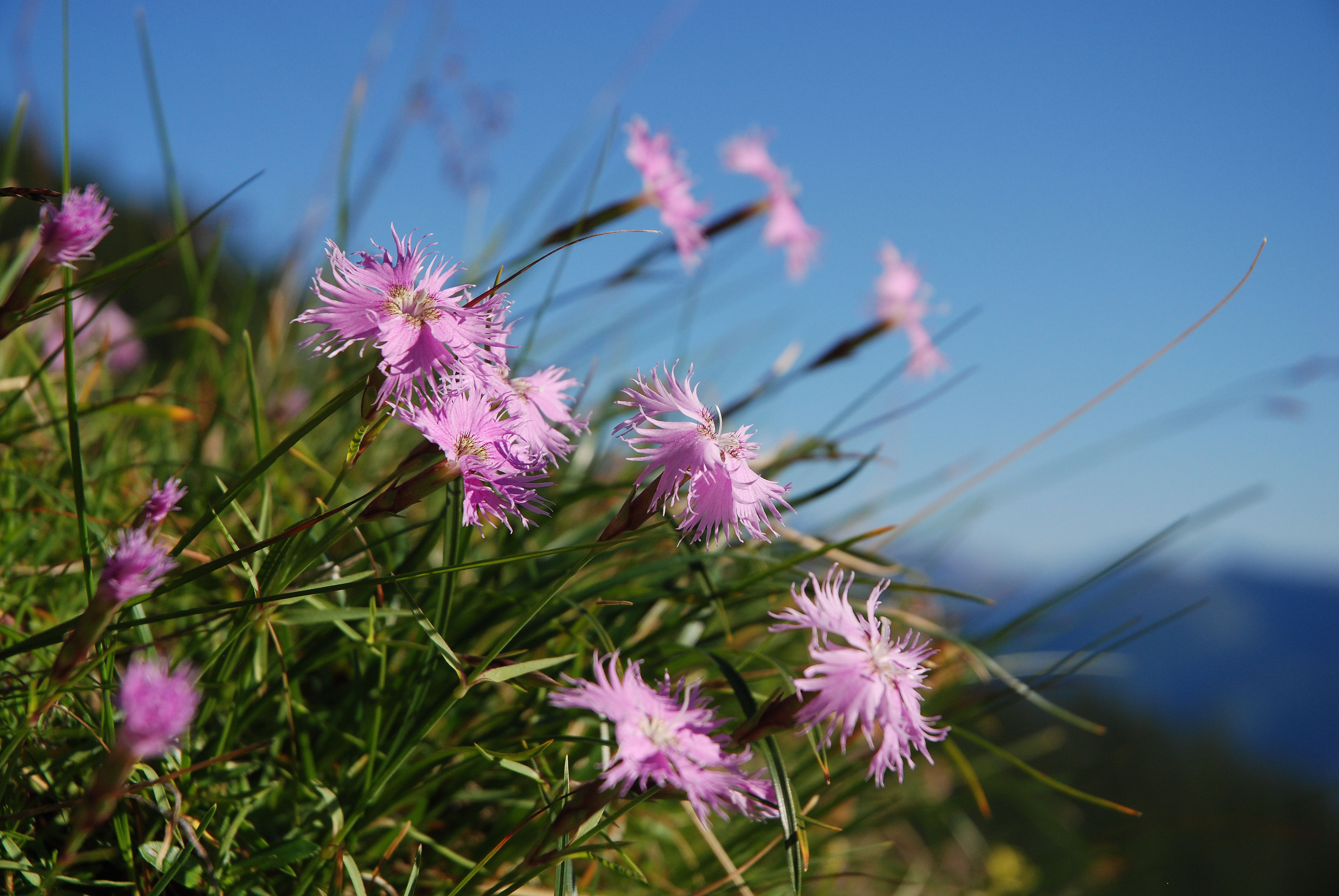
Dianthus sternbergii
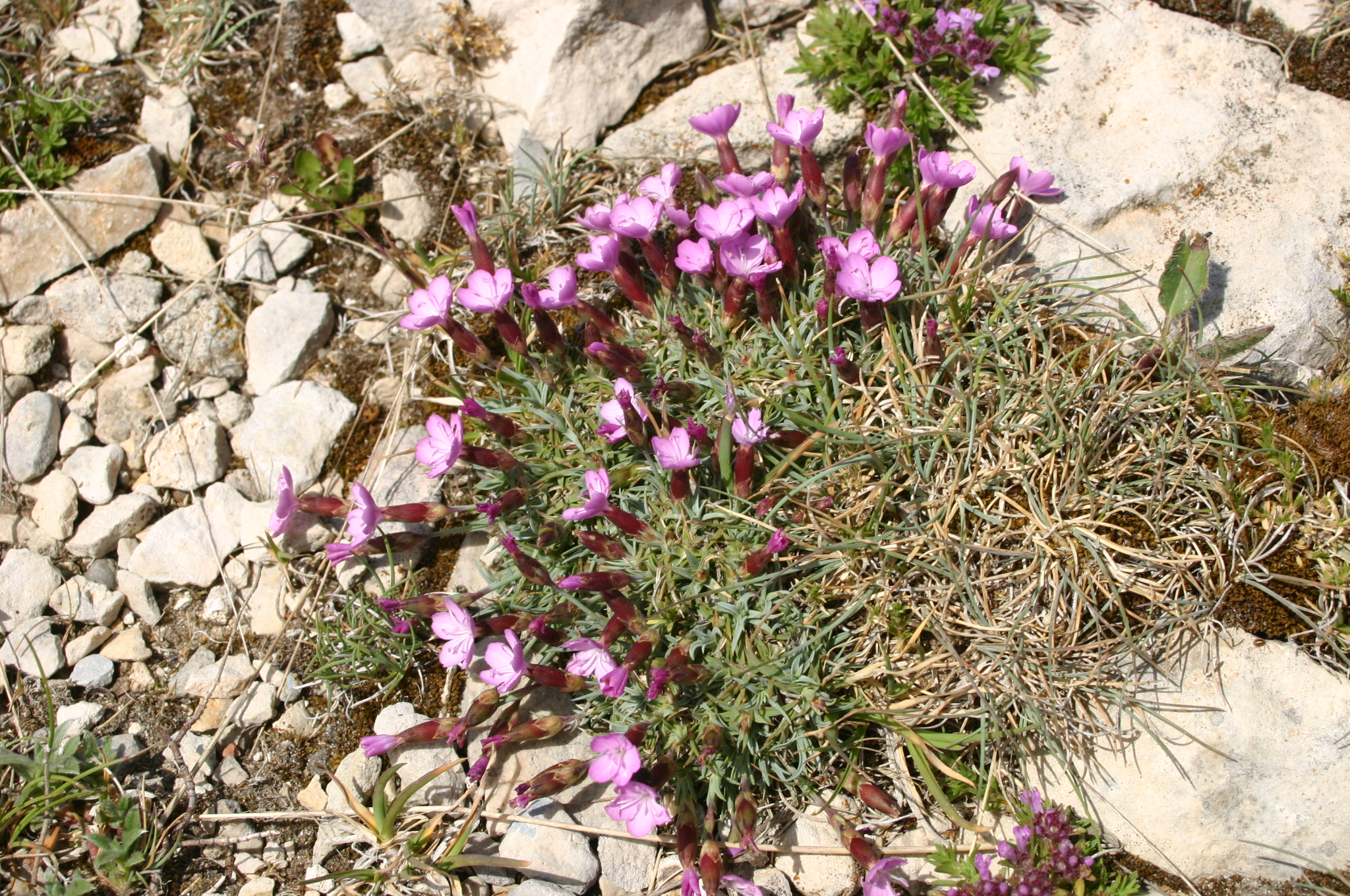
Dianthus subacaulis
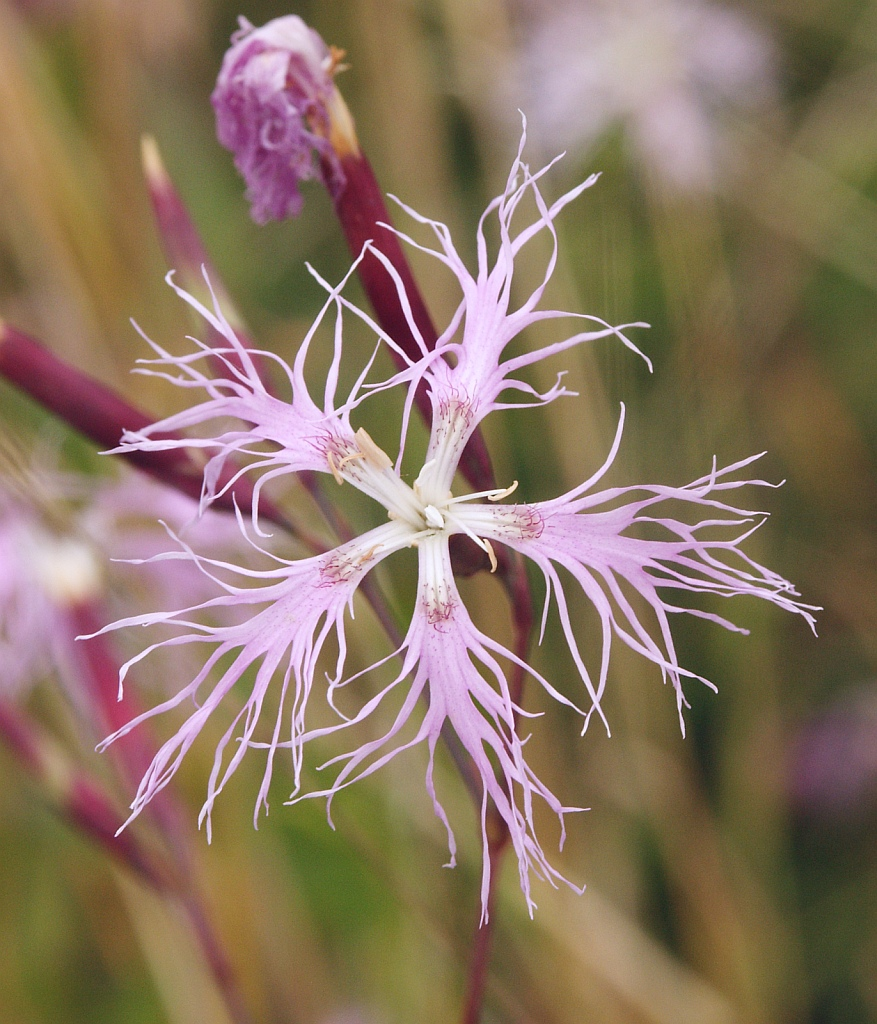
Hvozdík pyšný (Dianthus superbus)
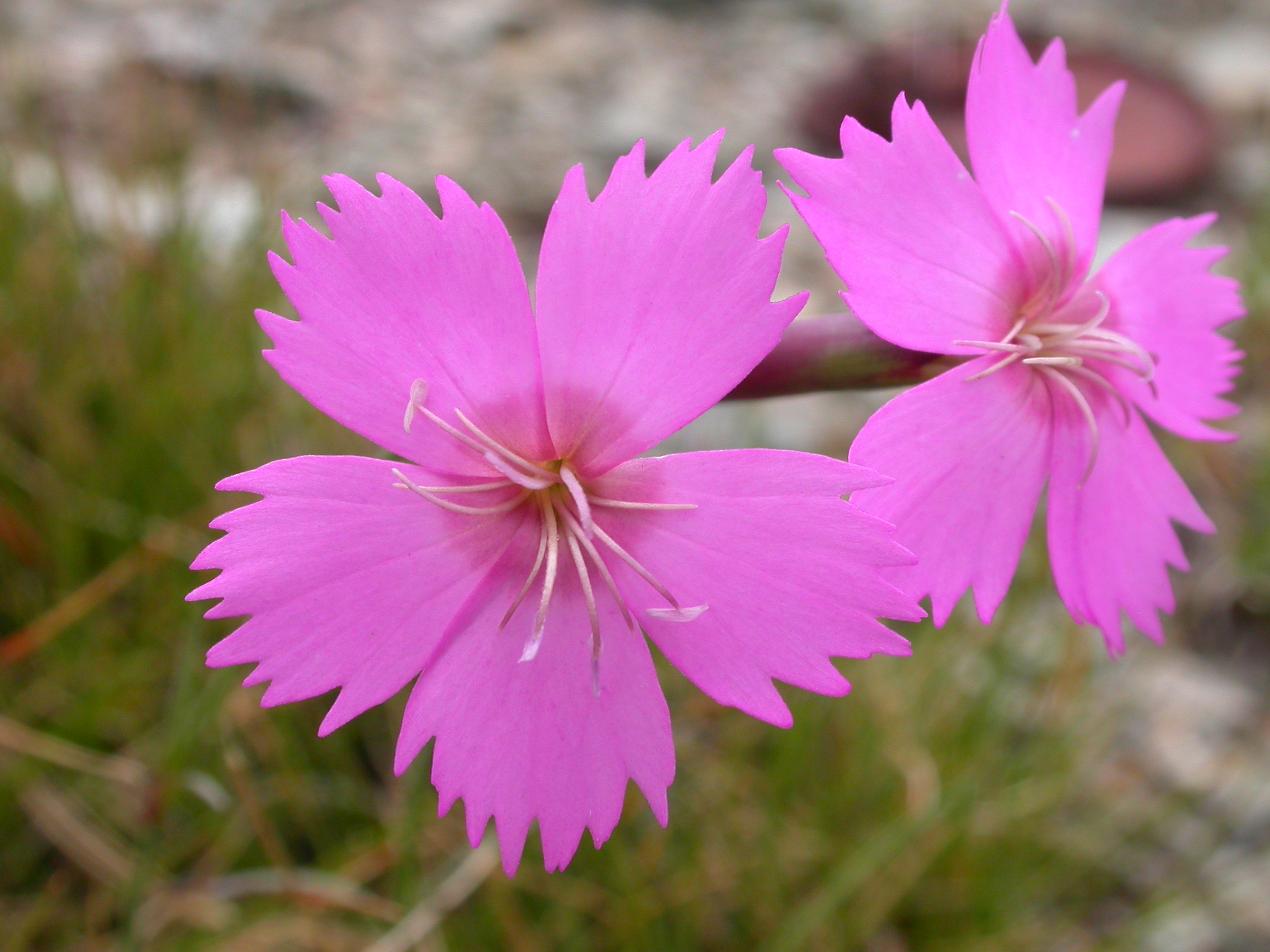
Dianthus sylvestris
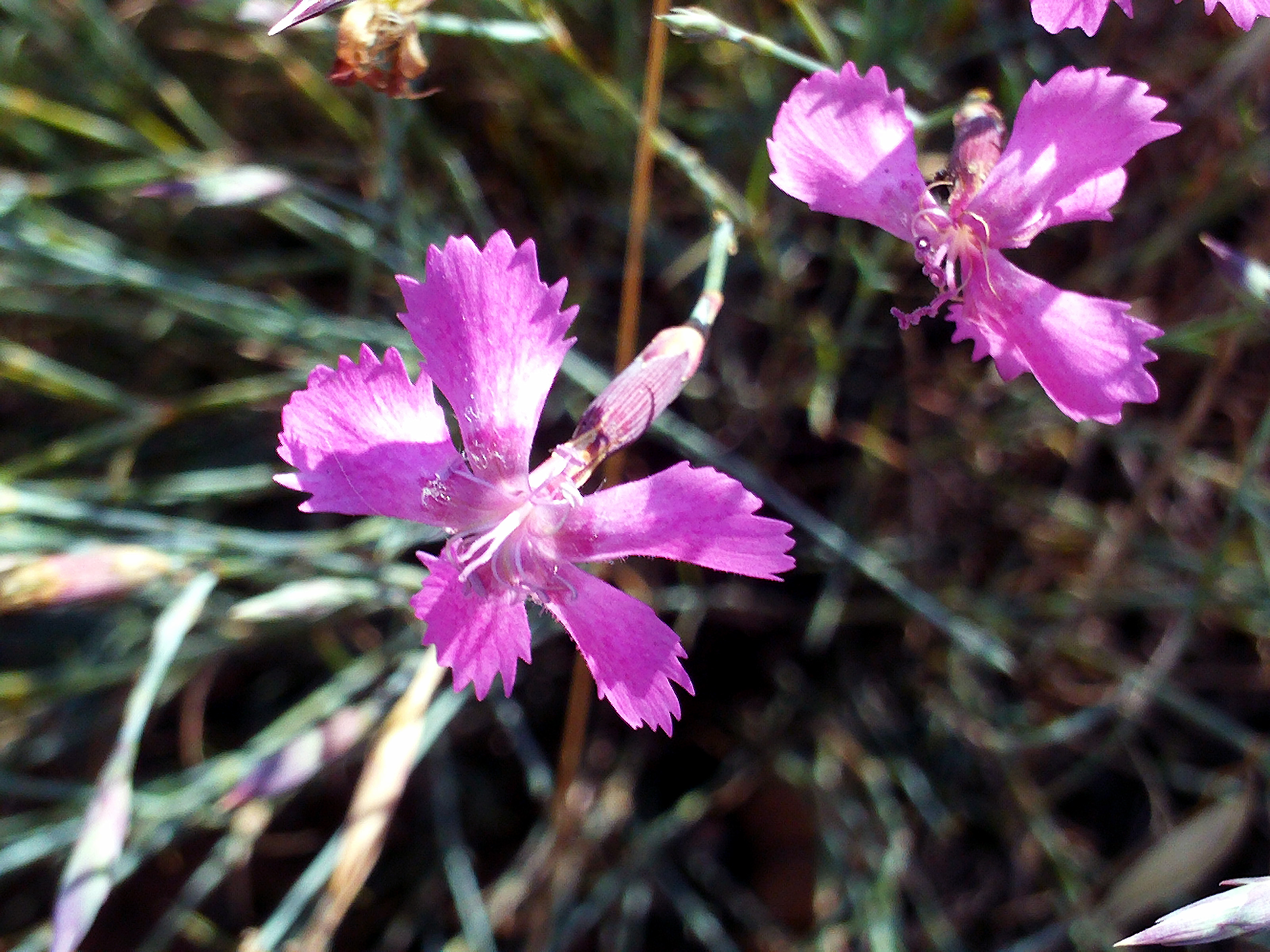
Dianthus toletanus